# Muscadet (AOC)
Vous lisez un « bon article » labellisé en 2009.
Pour les articles homonymes, voir Muscadet.
Le muscadet est un vin blanc sec d'appellation d'origine contrôlée (AOC) du Pays nantais. Il est principalement produit dans le département de la Loire-Atlantique, aujourd’hui rattaché à la région des Pays de la Loire. Ce vin du vignoble de la vallée de la Loire est issu d'un unique cépage, le melon. Il est communément appelé muscadet et a donné son nom à l'appellation. Le muscadet est classé AOC depuis 1937 et couvre une superficie d'environ 8 000 hectares.
L'aire géographique du muscadet comporte plusieurs appellations : le muscadet lui-même, mais aussi le muscadet-sèvre-et-maine, le muscadet-côtes-de-grandlieu et le muscadet-coteaux-de-la-loire. Ces appellations contiennent par ailleurs dix crus communaux que sont Clisson, Gorges, Le Pallet, Goulaine, Château-Thébaud, Mouzillon-Tillières, Monnières-Saint-Fiacre, La Haie Fouassière, Vallet et Champtoceaux.
Le muscadet est un vin blanc sec aux arômes floraux et fruités qui peut être élevé sur lie, d'où il tirera dans sa jeunesse une légère effervescence dite « perlante »[réf. souhaitée]. Il s'accorde traditionnellement avec les fruits de mer.

## Histoire

### De l'Antiquité à la Renaissance
La tradition de la viticulture, dans la région nantaise où est produit le muscadet, date d’un décret de l’empereur romain Probus dont les soldats plantèrent les premières vignes sur le territoire. La viticulture s'y est développée au cours du Moyen Âge sous l’impulsion des moines des abbayes du Pays nantais, dont Saint-Martin-de-Vertou et Saint-Philbert-de-Grand-Lieu. Ces vignes produisaient des vins issus très probablement de gros plant qui ne pouvaient être comparés aux « vins d'amont » venus d'Anjou et de Touraine[réf. souhaitée].
Au XVIIe siècle, sous la pression des courtiers hollandais, recherchant des petits vins pour l'alambic, le vignoble va connaître un grand développement. Jusqu'à la Révolution française, la Bretagne fait partie des « provinces réputées étrangères » (avec la Guyenne, la Saintonge, le Languedoc, la Provence, le Dauphiné, le Lyonnais, la Flandre et l'Artois), ce qui fait que les traites (taxes sur les marchandises) sont levées à ses frontières, notamment à la barrière d'Ingrandes sur la Loire. Ainsi, les vins du Pays nantais sont majoritairement convertis en eaux-de-vie, lesquelles sont exportées depuis le port de Nantes, vers les pays de l'Europe du Nord. Le cépage majoritaire du Pays nantais est alors toujours le gros plant, bien adapté à cette production. Le melon est présent dans la région, mais il est très minoritaire. En effet, au cours du XVIIIe siècle, le volume d'eau-de-vie exportée est, selon les années, 3 à 10 fois supérieur à celui du vin.

### Période moderne

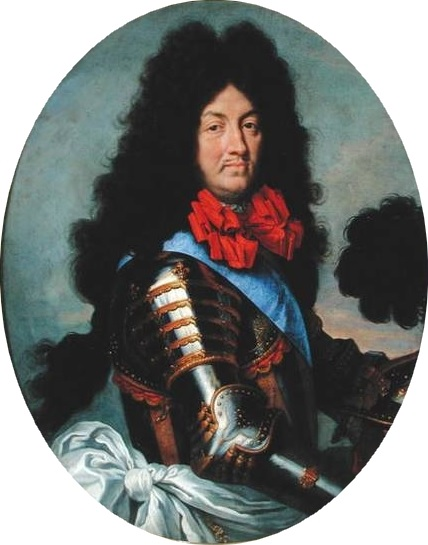
Il est suggéré que Louis XIV ordonna la plantation du melon de Bourgogne après les gelées dévastatrices du « Grand Hiver » de 1709.

Le plus ancien document attestant de l'existence du cépage date de 1616. Il s'agit d'un contrat de prise de bail passé entre Suzanne de Beaucé et Louis Ménard, concernant une vigne située aux Navineaux, paroisse de Vertou. En 1635, le mot « muscadet » est attesté dans un autre document du village de Gorges. On prétend que ce cépage dénommé aujourd'hui « Melon de Bourgogne » en raison de son origine, aurait mieux résisté au terrible hiver de 1709 que les autres cépages dont le gros plant et que, de ce fait, il se serait ensuite généralisé dans le pays nantais,. Ainsi, en 1829, le directeur des contributions indirectes de Nantes écrit au ministère des finances : « Les planteurs plus avides de quantité que de qualité du produit ont propagé l'espèce dite gros-plant, la plus profitable mais la moins estimée ». À La même époque, un notable nantais s'exprimant sur le poids des taxes, écrit : « Le département de la Loire-Inférieure ne fournissant que des vins de peu de valeur, souffre plus qu’aucun autre de cette injustice… ». Les vins de peu de valeur sont bien évidemment les vins de chauffe issus de gros-plants. En 1868, Jules Guyot écrivait que la surface plantée en gros plant était double de celle plantée en muscadet.
Cependant, la plupart des ampélographes pensent que le cépage melon de Bourgogne fut introduit dans le Pays nantais au XVIIIe siècle par des marchands hollandais. Ce point de vue n'est pas argumenté ni étayé par des archives et il est peu crédible dans la mesure où les marchands hollandais n'étaient pas des spécialistes de viticulture et qu'en outre ce cépage est mal adapté à la production des eaux-de-vie qu'ils recherchaient pour alimenter leur négoce avec l'Europe du Nord[réf. nécessaire].
L’expert français en viticulture, Pierre Galet, suggère que Louis XIV ordonna lui-même la plantation du melon de Bourgogne après les gelées dévastatrices du « Grand Hiver de 1709 ». Le cépage aurait été introduit dans cette région viticole car il se serait révélé plus résistant au froid. Cette assertion datant des années 1930 n’est en revanche pas vérifiée par l’ampélographie moderne ni argumentée par référence à des archives.

### Période contemporaine

#### XIXesiècle
Le siècle débute sur un vignoble ravagé en grande partie par la Guerre de Vendée. La reconstitution sera cependant assez rapide puisqu'en 1803, un homme politique local écrit : « Depuis la paix, on replante continuellement ; et quoique le défaut de soin, pendant 3 ans, en ait fait périr une grande quantité, quoique beaucoup de propriétaires les ayent arrachées et n’ayent pas eu le moyen de les rétablir, nous devons avoir, à très peu de choses près, autant de vigne aujourd’hui qu’avant la Révolution ». Mais la reconstitution s'est faite en conformité avec le vignoble du siècle précédent, c'est-à-dire que le gros plant reste le cépage majoritaire, vraisemblablement en raison du maintien d'un bail rural spécifique à la région et qui avait vocation à être aboli à la Révolution, mais qui ne le fut pas : le bail à complant. Le vignoble traverse donc la première moitié du XIXe siècle en produisant des vins en principe destinés à la distillerie, alors qu'il ne se fabrique pratiquement plus d'eau-de-vie. La production s'écoule entre la consommation locale qui est élevée du fait de l'apparition de nouvelles industries et du monde ouvrier qu'elles emploient, la vinaigrerie locale et orléanaise le coupage de vins qui manquent d'acidité. Puis il aborde la tourmente des catastrophes sanitaires de la viticulture française ; Le vignoble nantais est touché par l'oïdium en 1852, le phylloxéra en 1884 et le mildiou en 1885.
Comme dans la plupart des vignobles français, la prolifération du phylloxéra modifie profondément la culture viticole de la région. Ce puceron importé accidentellement d'Amérique en 1864 pique les racines de la vigne et provoque la mort du cep. La conjonction de la mort des vignes et l'existence du bail à complant va provoquer une forte agitation sociale dans le vignoble reportant à 1898 (loi Méline) le début de la reconstitution du vignoble. C'est vraisemblablement à cette époque que le melon de Bourgogne (muscadet) va s'imposer comme cépage majoritaire dans le vignoble nantais. C'est aussi l'avis d'un bon spécialiste de la viticulture nantaise moderne qui écrit : « on peut d'ailleurs se demander si le phylloxéra n'a pas joué là un rôle bénéfique en précipitant le mouvement. Puisqu'il fallait replanter, autant le faire avec un cépage plus rentable, ont dû se dire les vignerons ». Un seul traitement se révèle efficace : le greffage. Cette technique consiste à fixer un greffon de vigne melon de Bourgogne (pour le muscadet) sur un porte-greffe, plant américain résistant à l’insecte . Des pépinières viticoles sont créées à partir de 1889 et le greffage est enseigné dans les écoles.

#### XXesiècle

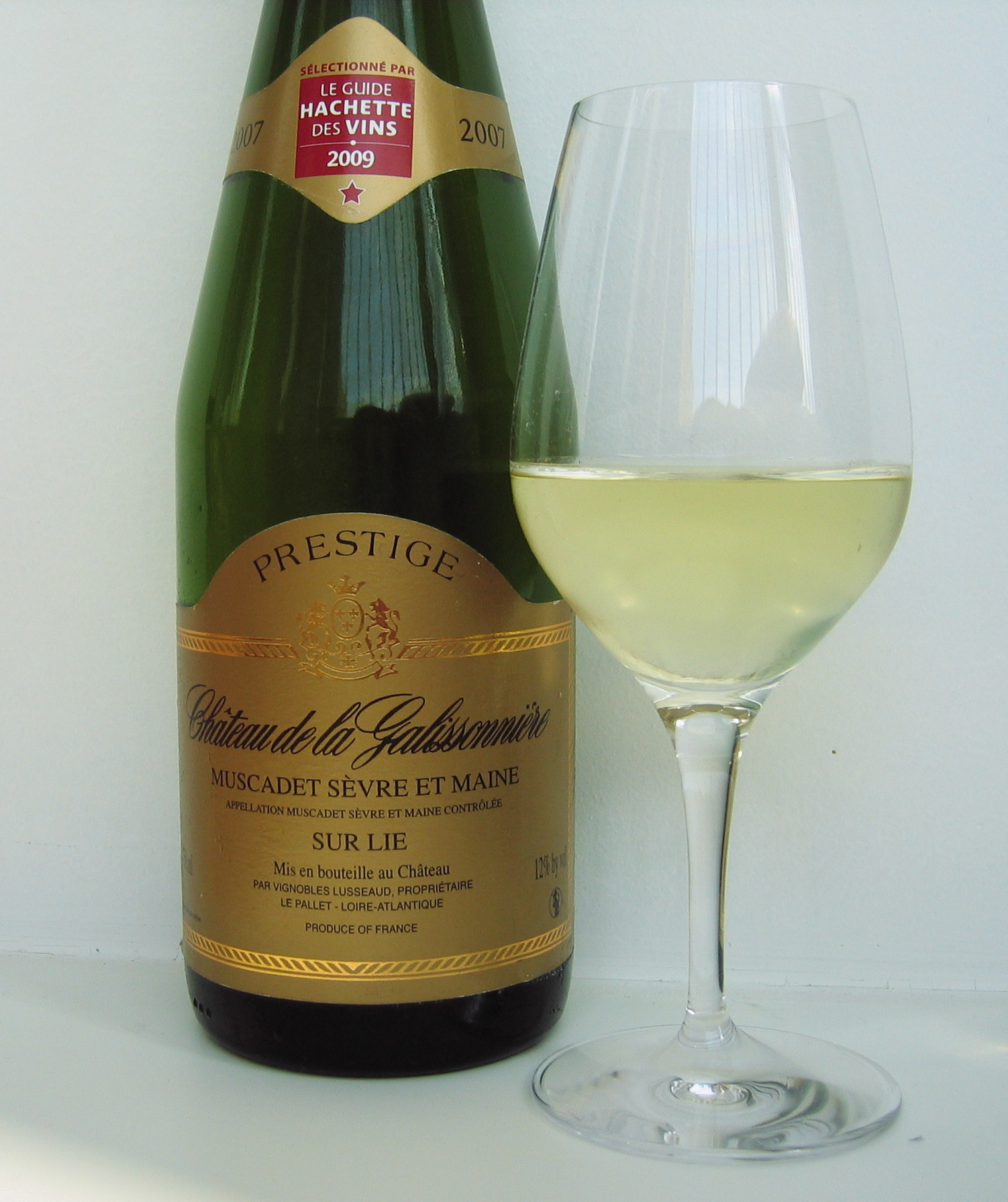
Château de la Galissonnière

Le XXe siècle débute dans un contexte national de surproduction vinicole qui va durer pratiquement pendant tout le siècle. À Nantes, on replante et pas seulement des hybrides producteurs directs comme dans le reste de la Bretagne. La loi Méline imposait en effet la reconstitution avec les cépages traditionnels du vignoble : muscadet et gros plant. Les premières lois visant à protéger la viticulture de qualité (1905, 1919, 1927, 1929) vont permettre à une partie des vignerons de valoriser la production issue du cépage muscadet. À cette époque, les tribunaux valident des appellations telles que « Muscadet grand cru de Sèvre-et-Maine » ; bien qu'ils soient une minorité parmi plus de 25 000 vignerons. C'est à cette époque qu'apparaissent les premiers concours communaux des muscadets. La consécration de ce mouvement en faveur d'une production de qualité sera couronné par le passage en AOC du muscadet de Sèvre-et-Maine et du Muscadet des Coteaux-de-la-Loire en septembre 1936. L'année suivante sur proposition du CNAO (ancêtre de l'INAO), sera créée l'appellation régionale « Muscadet » pour soustraire l'usage de ce mot à des pratiques quasi-frauduleuses issues du négoce, comme celle qui consiste à étiqueter « Vin de muscadet » un vin contenant plusieurs cépages dont du melon de Bourgogne. Cet accès de la viticulture nantaise au gotha des vins de France ne doit cependant pas faire illusion : il existe encore une multitude de petits producteurs, vignerons d'occasion, qui via le négoce, inonde le marché de vins médiocres qui contribueront à construire une image dégradée du muscadet, celle d'un petit vin de comptoir acide et inapte à la garde. La fin du XXe siècle voit son retour au premier plan dans sa région de production avec des producteurs expérimentant de nouvelles techniques de vinification pour amener plus d’arôme et de complexité dans le vin. Les années 1980 voient un essor dans l’utilisation de barriques en chêne pour la cuvaison et la fermentation sur lie. Les années 1990 introduisent l’utilisation de la technique de la macération avant la fermentation. Ces différentes techniques amènent une grande diversité de style et de qualité du muscadet.

#### XXIesiècle
En 2012, le maire de Nantes Jean-Marc Ayrault devient Premier ministre. Par mesure d'économie, il fait remplacer le Champagne par le Muscadet lors des réceptions de l'hôtel Matignon.

## Étymologie
L’étymologie du mot « muscadet » est mystérieuse. Il fait écho aux cépages de la famille des muscats, mais il n’a aucun lien avec eux. De plus, il est difficile d’y trouver un quelconque goût musqué. La seule hypothèse plausible est qu’il ait été appelé ainsi pour mettre en avant sa qualité, les muscats étant appréciés au Moyen Âge.
On en trouve mention dans un règlement édité par Charles VI en 1415, sous l’orthographe « musquadet ». Par ailleurs, le plan de muscadet est mentionné dans un parchemin de 1635, conservé au domaine de l'Oiselinière à Gorges.
Le muscadet est aussi connu sous le nom de « vin de Vallet ». Ainsi, on trouve dans le tome 16 de 1908 du Journal d'agriculture pratique le paragraphe suivant :

« Les voyageurs qui visitent les villes de la Loire maritime, Nantes ou Saint-Nazaire, n'ont pas manqué d'être frappés de la fréquence des enseignes : "Au bon vin de Vallet" ou "A la renommée du vin de Vallet". À table d'hôte, ils ont entendu réclamer encore ce même vin. Cela équivaut au vin blanc doux de Seyssel ou à la clairette de Die, chers aux Lyonnais, avec quelque chose de plus cependant. Le vin de Vallet est pour la Bretagne nantaise une sorte de gloire nationale. 
Sans mériter des éloges dithyrambiques qui associeraient le vallet aux sauternes, ni même aux graves, ce vin est délicat, parfumé, et volontiers se laisse boire ; j'ai connu des Méridionaux convaincus de la supériorité de leurs vins, et qui s'extasiaient devant le bouquet de ce liquide breton ; ils s'émerveillaient bien plus encore lorsqu'ils traversaient le vignoble et constataient qu'il y avait vraiment de la vigne, beaucoup de vigne, depuis la côte de Pornic jusqu'à l'Anjou, et aussi sur les pentes de la Loire tournées vers le Sud : Sillon de Bretagne, collines d'Ancenis. Ce vignoble, particulièrement dense au sud de Nantes, sur les deux rives de la Sèvre Nantaise et jusqu'au lac de Grand-Lieu, puis autour de cette vaste nappe d'eau, frappe par un aspect particulier, bien différent de celui des vignes du Sud-Ouest, du Centre et de l'Est. Il n'a pas d'échalas et, par là, rappellerait les plantations du Languedoc et de Provence, si les lignes n'étaient aussi serrées. Cependant, sur bien des points, on commence à diriger les plants sur fil de fer. »

## Situation géographique

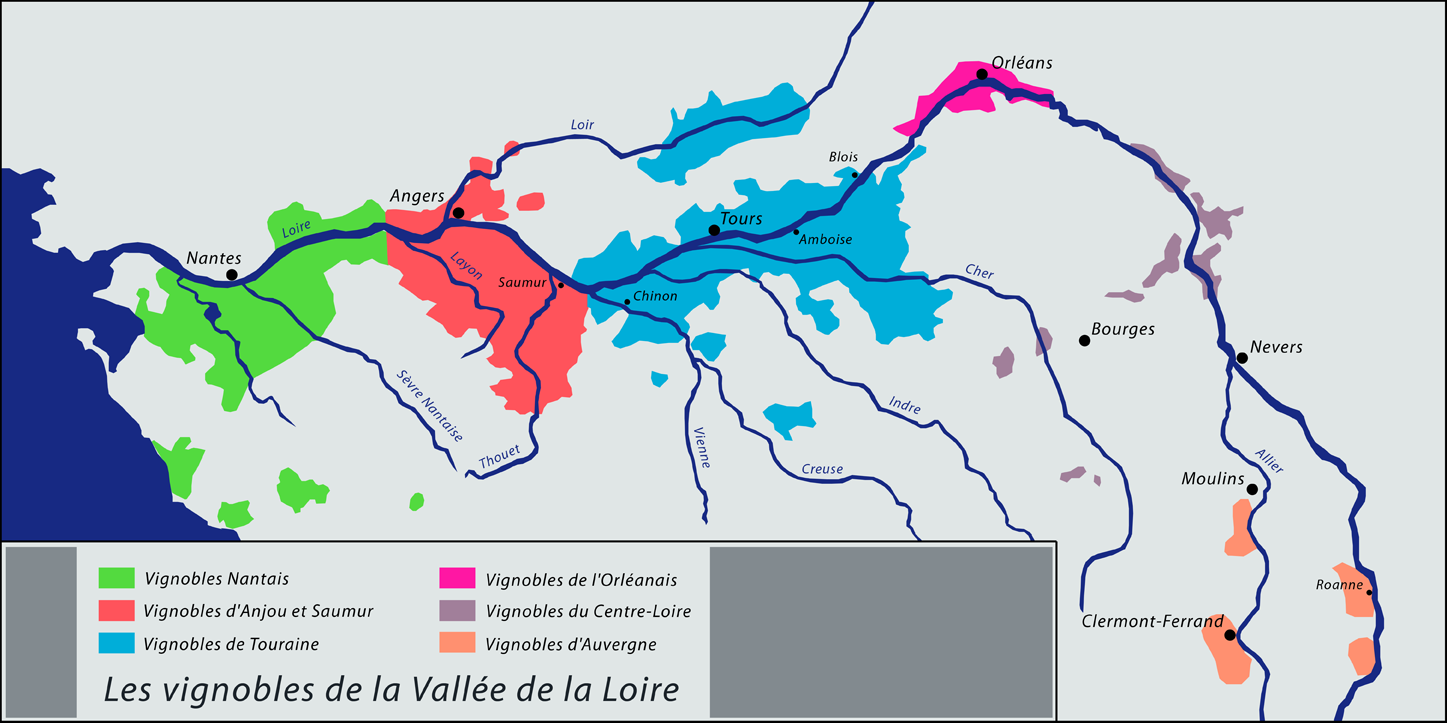
Vignobles de la vallée de la Loire

### Orographie
Le vignoble du Muscadet est implanté sur différents terroirs viticoles[Lesquels ?] allant des faibles coteaux longeant les rivières aux collines vallonnées et aux plats pays fertiles le long de l’estuaire de la Loire.

### Géologie
Le vignoble du muscadet est installé au sud-est du Massif armoricain. Il est délimité à l’Est par le Bassin parisien et au Sud par le Bassin aquitain. Contrairement à bon nombre de vignobles français, il ne se situe donc pas sur un socle sédimentaire, mais sur un socle primaire caractérisé par des roches plutoniques et métamorphiques. Localement, ces roches sont parfois recouvertes par des sédiments de l'âge tertiaire ou quaternaire. La nature et la composition chimique du sous-sol peuvent fortement varier d'une parcelle à une autre. Cette diversité géologique est une caractéristique majeure du vignoble du muscadet et elle a contribué à la délimitation des crus communaux.
Des terrains ordoviciens à carbonifères affleurent au Nord-Est, tandis que des formations métamorphiques précambriennes à hercyniennes, formant la dépression du lac de Grand-Lieu, se trouvent au Sud-Ouest. Enfin, des dépôts éocènes forment quelques buttes sporadiques et un large placage de formations marines du Pliocène couvre la zone du Sud.
Dans tout le territoire du Muscadet, les sols drainent très bien, ce qui est nécessaire dans une région aussi humide que le Pays nantais. Les terrains primaires sont, tour à tour, sableux, schisteux et granitiques. Le sol du muscadet AOC sans dénomination est à prédominance limoneux et sableux. Le sol du Muscadet-Sèvre et Maine est riche en magnésium et potassium, est constitué d’argile, grave et sable. Le sous-sol est quant à lui constitué de gneiss, schiste, granite et pierre volcanique. Le sol du Muscadet-Coteaux de la Loire a une forte concentration de schiste et le sol du Muscadet-Côtes de Grandlieu est un mélange de granite et schiste.

### Climatologie
Le secteur géographique couvert par la zone de l'AOC est principalement sous influence d'un climat tempéré océanique. L'influence de ce climat est largement facilitée par l'estuaire de la Loire et l'absence de relief notable. Les hivers sont doux (min -−5 °C / max 10 °C) et pluvieux. Quoique relativement beaux et doux également (min 17 °C / max 35 °C), les étés connaissent chaque année au moins un épisode caniculaire de quelques jours. Sur l'ensemble de l'année, les pluies sont fréquentes mais peu intenses. Les précipitations annuelles sont d'environ 820 mm et peuvent fortement varier d'une année à l'autre. Les chutes de neige y sont exceptionnelles.
| Mois                                             | jan.         | fév.          | mars         | avril        | mai          | juin         | jui.        | août         | sep.         | oct.         | nov.         | déc.          | année      |
| ------------------------------------------------ | ------------ | ------------- | ------------ | ------------ | ------------ | ------------ | ----------- | ------------ | ------------ | ------------ | ------------ | ------------- | ---------- |
| Température minimale moyenne (°C)                | 3,4          | 3             | 4,9          | 6,6          | 9,8          | 12,7         | 14,3        | 14,2         | 11,8         | 9,5          | 5,9          | 3,7           | 8,3        |
| Température moyenne (°C)                         | 6,4          | 6,7           | 9,2          | 11,4         | 14,7         | 17,8         | 19,7        | 19,8         | 17,1         | 13,5         | 9,4          | 6,7           | 12,7       |
| Température maximale moyenne (°C)                | 9,3          | 10,5          | 13,5         | 16,2         | 19,6         | 23           | 25,1        | 25,4         | 22,4         | 17,6         | 12,9         | 9,8           | 17,1       |
| Record de froid (°C) date du record              | −13 16.1985  | −15,6 15.1956 | −9,6 01.2005 | −2,8 07.2008 | −1,5 01.1945 | 3,8 01.2006  | 5,8 10.1948 | 5,6 07.1956  | 2,8 19.1952  | −3,3 30.1997 | −6,8 21.1993 | −10,8 21.1946 | −15,6 1956 |
| Record de chaleur (°C) date du record            | 18,2 27.2003 | 22,6 27.2019  | 24,2 30.2021 | 28,3 30.2005 | 32,8 26.2017 | 39,1 18.2022 | 42 18.2022  | 39,6 07.2020 | 35,1 12.2022 | 30,2 02.2011 | 21,8 01.2015 | 18,4 04.1953  | 42 2022    |
| Ensoleillement (h)                               | 72,6         | 102,3         | 147,3        | 182,7        | 203,4        | 213,1        | 229         | 232,6        | 198,7        | 122,7        | 91,3         | 77,6          | 1 873,3    |
| Précipitations (mm)                              | 87,9         | 67,5          | 58,4         | 58,3         | 61           | 48,5         | 44,2        | 50,3         | 59,5         | 88,8         | 94,1         | 101           | 819,5      |
| dont nombre de jours avec précipitations ≥ 1 mm  | 12,5         | 10,6          | 9,4          | 9,7          | 9,6          | 7,6          | 7,1         | 7,2          | 7,8          | 11,8         | 13           | 13,5          | 119,7      |
| dont nombre de jours avec précipitations ≥ 5 mm  | 6            | 5,3           | 3,8          | 4,1          | 4,1          | 3,3          | 2,8         | 2,9          | 3,9          | 5,7          | 6,2          | 6,8           | 54,9       |
| dont nombre de jours avec précipitations ≥ 10 mm | 2,6          | 1,9           | 1,6          | 1,8          | 1,9          | 1            | 1,1         | 1,6          | 2            | 3            | 3,1          | 3,6           | 25,4       |
| Nombre de jours avec neige                       | 1,3          | 2             | 0,3          | 0            | 0            | 0            | 0           | 0            | 0            | 0            | 0,3          | 0,9           | 4,7        |

## Vignoble

### Présentation
Le vignoble du Pays nantais compte 8 000 hectares de vignes en AOC. On y produit très majoritairement du vin blanc sec, principalement dans la partie sud de la Loire-Atlantique et dans quelques communes de Maine-et-Loire et de Vendée.

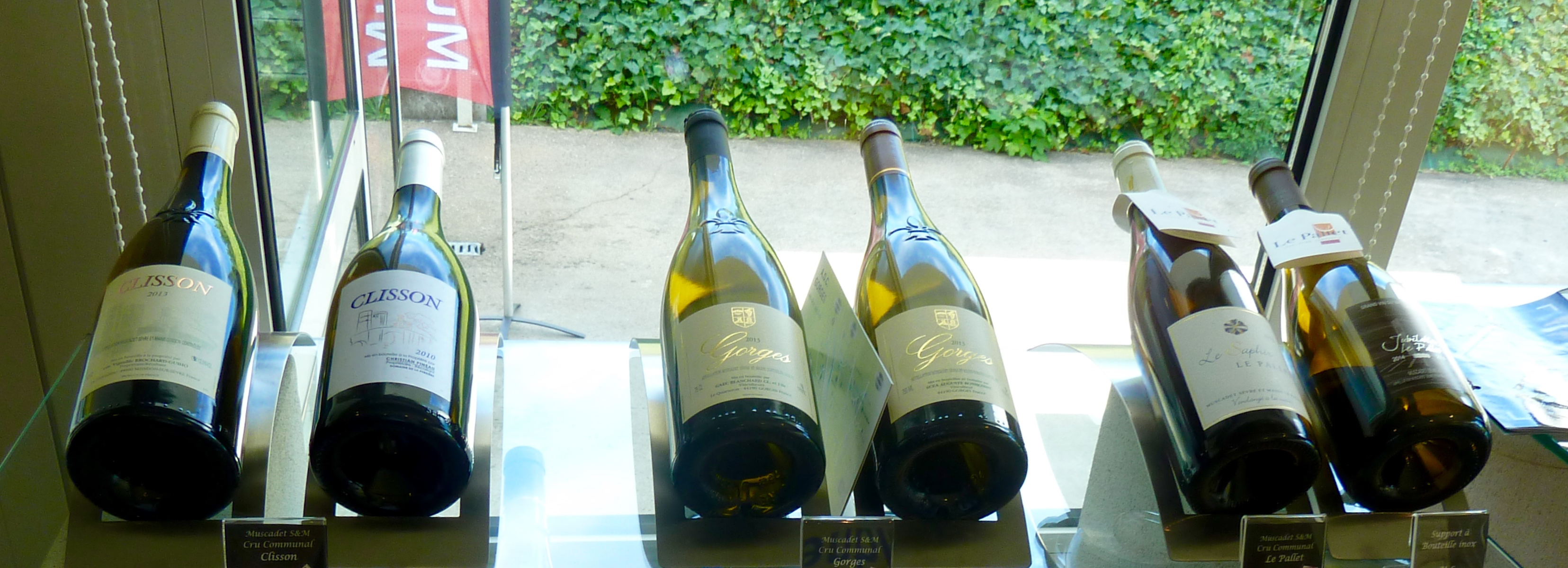
Crus communaux du muscadet.

Le muscadet constitue la plupart de ce vignoble. Il se divise en une appellation générique « muscadet » et trois appellations régionales « muscadet-sèvre-et-maine », « muscadet-côtes-de-grandlieu » et « muscadet-coteaux-de-la-loire », qui intègrent depuis 2011 des crus communaux.

#### Muscadet, appellation générique

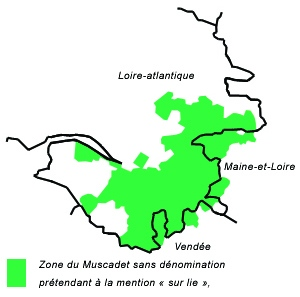
Zone du muscadet comme appellation régionale

Le muscadet comme appellation générique couvre une vaste zone autour de Nantes. Il est parfois appelé muscadet AC pour « appellation contrôlée » ou muscadet générique.
C’est la moins exigente des AOC. La densité de plantation peut se limiter à 5 000 pieds par hectare et le rendement peut atteindre 70 hectolitres par hectare. L’AOC existe depuis 1937. Elle compte aujourd’hui 1 300 hectares de vignes et produit 79 000 hectolitres de vin par an.
Sa zone de production intègre les communes suivantes :
- En Loire-Atlantique : Aigrefeuille-sur-Maine, Ancenis, Basse-Goulaine, Le Bignon, La Boissière-du-Doré, Bouaye, Brains, Carquefou, Le Cellier, La Chapelle-Heulin, Château-Thébaud, La Chevrolière, Clisson, Corcoué-sur-Logne, Couffé, Divatte-sur-Loire, Geneston, Gétigné (partie), Gorges, La Haie-Fouassière, Haute-Goulaine, Le Landreau, Legé (partie), Ligné (partie), La Limouzinière, Le Loroux-Bottereau, Maisdon-sur-Sèvre, Mauves-sur-Loire, Monnières, Montbert, Mouzillon, Oudon, Le Pallet, La Planche, Pont-Saint-Martin, Port-Saint-Père, La Regrippière, La Remaudière, Remouillé, Saint-Aignan-Grandlieu, Saint-Colomban, Sainte-Pazanne, Saint-Fiacre-sur-Maine, Saint-Géréon, Saint-Hilaire-de-Clisson, Saint-Julien-de-Concelles, Saint-Léger-les-Vignes, Saint-Lumine-de-Clisson, Saint-Lumine-de-Coutais, Saint-Mars-de-Coutais, Saint-Philbert-de-Grand-Lieu, Les Sorinières, Thouaré-sur-Loire, Vair-sur-Loire, Vallet, Vertou, Vieillevigne (partie), Villeneuve-en-Retz pour le seul territoire de la commune déléguée de Bourgneuf-en-Retz (partie).
- En Maine-et-Loire : Mauges-sur-Loire pour le seul territoire des communes déléguées de La Chapelle-Saint-Florent et Saint-Florent-le-Vieil, Orée d’Anjou pour le seul territoire des communes déléguées de Bouzillé, Champtoceaux, Drain, Landemont, Liré et La Varenne, Sèvremoine pour le seul territoire des communes déléguées de Saint-Crespin-sur-Moine et Tillières.
- En Vendée : Cugand (partie), Rocheservière, Saint-Hilaire-de-Loulay (partie), Saint-Philbert-de-Bouaine.

#### Muscadet-sèvre-et-maine

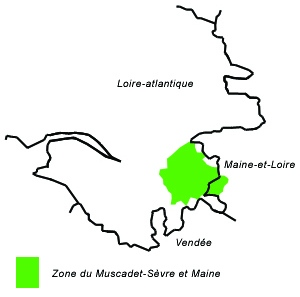
Zone de l'appellation muscadet-sèvre-et-maine.

Le muscadet-sèvre-et-maine est la plus connue des appellations régionales du muscadet, mais également la plus étendue en termes de surfaces plantées. C’est d’ailleurs l’AOC qui produit le plus de vin dans la Vallée de la Loire après le cabernet-d’anjou.
L’appellation se concentre au sud-est de Nantes, dans une zone appelée le vignoble nantais. Elle tire son nom de la Sèvre nantaise et de la Maine. Ces rivières sont les deux derniers affluents de la Loire. Ils arrosent son territoire de Clisson et Aigrefeuille-sur-Maine à Vertou, tandis que le reste de l’aire d’appellation est marquée par la présence du marais de Goulaine. Ses sous-sols sont composés de roches très diverses, héritées du massif armoricain : gneiss, orthogneiss, granit, schistes et gabbro.
L’AOC muscadet-sèvre-et-maine est définie par le décret du 14 novembre 1936, conjointement au muscadet-coteaux-de-la-loire. Elle couvre une superficie de 6 400 hectares et 425 vignerons y produisent chaque année 239 000 hectolitres de vin. Comme l’ensemble des appellations régionales du muscadet, les rendements peuvent atteindre 55 hectolitres par hectare, avec une densité de plantation d’au moins 6 500 pieds par hectare.
Seuls ont droit à l'appellation les vins issus des communes suivantes :
- En Loire-Altlantique : Aigrefeuille-sur-Maine, Basse-Goulaine, Le Bignon (partie), La Chapelle-Heulin, Château-Thébaud, Clisson, Divatte-sur-Loire pour le seul territoire de la commune déléguée de La Chapelle-Basse-Mer, Gétigné (partie), Gorges, La Haie-Fouassière, Haute-Goulaine, Le Landreau, Le Loroux-Bottereau (partie), Maisdon-sur-Sèvre, Monnières, Montbert (partie), Mouzillon, Le Pallet, La Regrippière, Remouillé, Saint-Fiacre-sur-Maine, Saint-Hilaire-de-Clisson, Saint-Julien-de-Concelles, Saint-Lumine-de-Clisson, Les Sorinières (partie), Vallet, Vertou.
- En Maine-et-Loire : Sèvremoine pour le seul territoire des communes déléguées de Saint-Crespin-sur-Moine et Tillières.
- En Vendée : Cugand (partie), Montaigu-Vendée pour le seul territoire de la commune déléguée de Saint-Hilaire-de-Loulay (partie).

Depuis le 10 février 2011, le muscadet sèvre-et-maine peut bénéficier d'une dénomination géographique complémentaire s'il est produit dans les communes suivantes :
- Dénomination Clisson : Aigrefeuille-sur-Maine, Château-Thébaud, Clisson, Gorges, Maisdon- sur-Sèvre, Saint-Lumine-de-Clisson et Saint-Crespin-sur-Moine, en Maine-et-Loire.
- Dénomination Gorges : Clisson, Gorges, Monnières, Mouzillon.
- Dénomination Le Pallet : La Chapelle-Heulin, Le Pallet.

Depuis le 19 juin 2019, l'INAO reconnait quatre nouvelles dénominations géographiques complémentaires, ou crus communaux :
- Dénomination Château-Thébaud : Château-Thébaud , Maisdon-sur-Sèvre, Vertou
- Dénomination Goulaine : La Chapelle-Heulin, Haute-Goulaine, Le Landreau, Le Loroux-Bottereau , Saint-Julien-de-Concelles, Vallet.
- Dénomination Monnières - Saint-Fiacre : Maisdon-sur-Sèvre, Monnières, Saint-Fiacre-sur-Maine.
- Dénomination Mouzillon - Tillières : Mouzillon, Vallet et Sèvremoine, en Maine-et-Loire, pour le seul territoire des communes déléguées de Saint-Crespin-sur-Moine et Tillières.

#### Muscadet-coteaux-de-la-loire

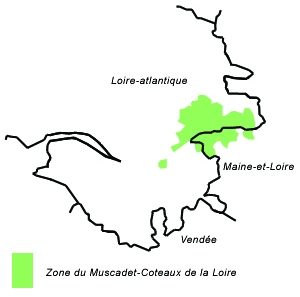
Zone de l'appellation muscadet-coteaux-de-la-loire.

Le muscadet-coteaux-de-la-loire s’étend sur une zone située au nord-est de Nantes, allant de Carquefou à Varades, en passant par Ancenis. L’appellation se concentre sur les coteaux situés de part et d’autre de la Loire, d’où elle tire son nom. Ses terroirs sont caractérisés par leur surplomb par rapport au fleuve et par des sous-sols composés de roches volcaniques et métamorphiques du massif armoricain : gneiss, granit, micaschistes et roches vertes. Par ailleurs, la région se distingue par sa production de vins rouges et rosés à base de gamay et de vins moelleux à base de pinot gris, sous l’appellation coteaux-d'ancenis.
L’AOC muscadet-coteaux-de-la-loire a été définie par le décret du 14 novembre 1936, conjointement au muscadet-sèvre-et-maine, mais elle est bien moins vaste que sa voisine. Il s’agit aujourd’hui de la moins étendue des trois appellations régionales du muscadet. Elle couvre une superficie de 150 hectares, partagés entre 35 vignerons qui produisent chaque année 5 500 hectolitres de vin. Comme l’ensemble des appellations régionales du muscadet, les rendements peuvent atteindre 55 hectolitres par hectare, avec une densité de plantation d’au moins 6 500 pieds par hectare.
Seuls ont droit à l'appellation les vins issus des communes suivantes :
- En Loire-Atlantique : Ancenis, La Boissière-du-Doré, Carquefou, Le Cellier, Couffé, Divatte-sur-Loire pour le seul territoire de la commune déléguée de Barbechat, Ligné (partie), Le Loroux-Bottereau (partie), Mauves-sur-Loire, Oudon, La Remaudière, Saint-Géréon, Thouaré-sur-Loire, Vair-sur-Loire.
- Dans le Maine-et-Loire : Mauges-sur-Loire pour le seul territoire des communes déléguées de La Chapelle-Saint-Florent et Saint-Florent-le-Vieil, Orée d’Anjou pour le seul territoire des communes déléguées de Bouzillé, Champtoceaux, Drain, Landemont, Liré et La Varenne.

#### Muscadet-côtes-de-grandlieu

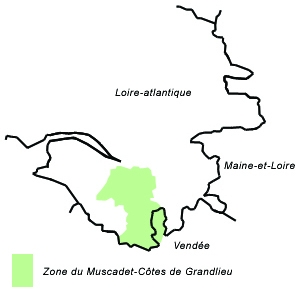
Zone de l'appellation muscadet-côtes-de-grandlieu.

Le muscadet-côtes-de-grandlieu se concentre au sud-ouest de Nantes, autour du lac de Grandlieu d’où il tient son nom. Il est caractérisé par un microclimat provoqué par cette vaste étendue d’eau[réf. souhaitée] et par des sous-sols de gneiss, de granit, de micaschistes, d’amphibolites, ainsi que par quelques terrains sableux.
L’AOC a été définie par le décret du 29 décembre 1994, ce qui en fait la plus récente des trois appellations régionales. Son aire s’étend sur 230 hectares, où exercent 40 vignerons. Ils produisent chaque année 8 500 hectolitres. Comme l’ensemble des appellations régionales du muscadet, les rendements peuvent atteindre 55 hectolitres par hectare, avec une densité de plantation d’au moins 6 500 pieds par hectare.
Seuls ont droit à l'appellation les vins issus des communes suivantes :
- En Loire-Atlantique : Le Bignon (partie), Bouaye, Brains, La Chevrolière, Corcoué-sur-Logne, Geneston, Legé (partie), La Limouzinière, La Planche, Montbert (partie), Pont-Saint-Martin, Port-Saint-Père, Saint-Aignan-Grandlieu, Saint-Colomban, Sainte-Pazanne (partie), Saint-Léger-les-Vignes, Saint-Lumine-de-Coutais, Saint-Mars-de-Coutais, Saint-Philbert-de-Grand-Lieu, Les Sorinières (partie), Vieillevigne (partie).
- En Vendée : Rocheservière, Saint-Philbert-de-Bouaine.

#### Mention «sur lie»
La mention complémentaire « sur lie » peut être portée par les vins de l’appellation générique « muscadet » et trois appellations régionales « muscadet-sèvre-et-maine », « muscadet-coteaux-de-la-loire » et « muscadet-côtes-de-grandlieu ». Elle s’ajoute alors le plus souvent après le nom de l’appelation, ce donnant par exemple : « muscadet sur lie ».
Cette mention signifie que les vins ne sont élevés que durant un hiver et qu’ils se trouvent encore sur leurs lies fines de vinification à la mise en bouteille. Cela permet aux vins d’exprimer une fraîcheur caractéristique et un léger perlant de gaz carbonique.
Une grande partie de muscadets portent aujourd’hui la mention « sur lie »[Combien ?]. C’est un élément caractéristique du vignoble nantais depuis les années 1970. Cependant, elle est souvent mal comprise par les consommateurs qui l’assimilent à une rivière. De plus, elle oblige à mettre les vins en bouteille rapidement, entre le mois de mars et de décembre qui suit l’année de récolte.
La mention « sur lie » ne s’intègre donc pas au tournant qualitatif que prend le muscadet[Depuis quand ?], qui incite aux élevages longs de 18 mois et plus. Aussi, elle pourrait prochainement disparaître au profit de la formule « méthode nantaise », qui laisserait le choix de la durée de vieillissement.

#### Crus communaux du muscadet
En 2011, l'INAO reconnaît les trois premiers crus communaux dont le terme officiel est mention communale : Clisson, Gorges et Le Pallet. Leurs règles sont plus strictes que dans le reste des appellations : 45 hectolitres par hectare au lieu de 55, entrée en production des vignes au bout de six ans minimum, maturité des raisins de 11 à 12° naturels au moins, élevage plus long de 24 mois en moyenne. En 2019, l'INAO ajoute à cette liste quatre nouveaux crus communaux : Château-Thébaud, Goulaine, Monnières - Saint-Fiacre et Mouzillon - Tillières. Cela porte à sept le nombre de crus communaux. Tous sont intégrés au sein de l'appellation muscadet-sèvre-et-maine.

### Encépagement

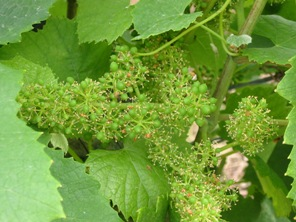
Une grappe de melon de Bourgogne en fleur (muscadet).

Le melon de Bourgogne est un cépage faiblement producteur et très sensible au mildiou (maladie cryptogamique). Sa culture est donc à réaliser avec soin. Les jeunes ceps de melon de Bourgogne sont élevés dans une pépinière, puis greffés sur des pieds américains avant de pouvoir être plantés dans le sol. La taille en Guyot, adaptée au climat tempéré et à la mécanisation du vignoble est la plus employée sur le territoire du muscadet. Le cep présente une forme en Y.
En 1995, un viticulteur au Landreau a trouvé sur un cep un rameau donnant des grains de raisin roses. Le viticulteur en a greffé quelques-uns pour constater que la couleur est stable. Une parcelle expérimentale est implantée en 2010 pour étudier l'intérêt d'homologuer ce cépage nouveau. Il a déjà un nom : melon rouge ou melon de Bretagne,.

### Méthodes culturales
La plantation doit se faire à une densité minimale de 6 500 pieds/ha. L'écartement entre rangs doit être inférieur à 1,5 mètre et l'écartement entre les ceps doit être compris entre 0,9 et 1,2 mètre.
Les périodes les plus critiques de la viticulture dans la région du muscadet sont les gelées d'hiver et du printemps et la menace du mildiou à l’approche des vendanges. Le melon de Bourgogne s’est cependant bien adapté à ces conditions, étant résistant au gel et de mûrissement précoce.

#### Travail manuel

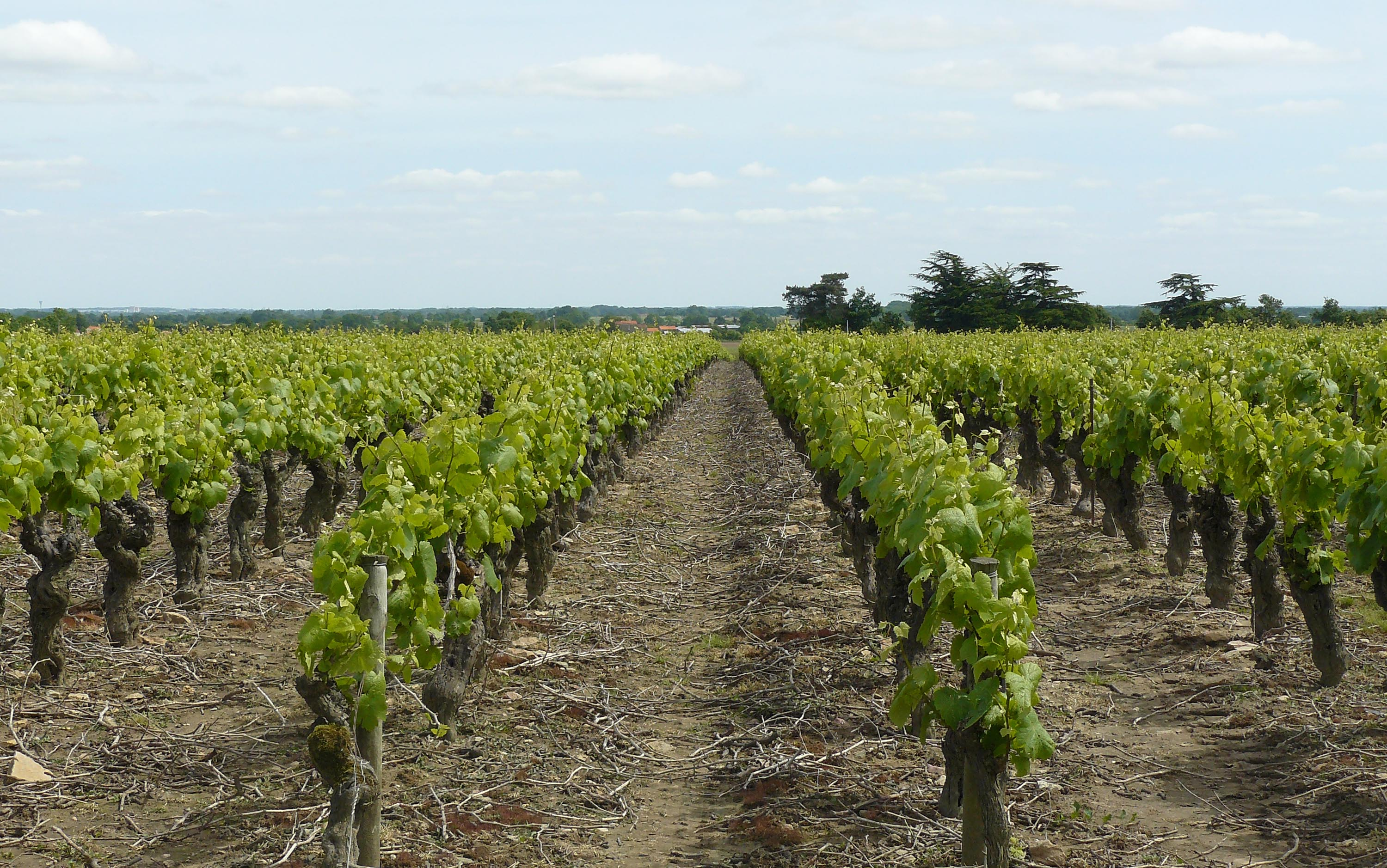
Vignoble du Muscadet à Remouillé.

Ce travail commence par la taille, en guyot simple, avec une baguette de cinq à huit yeux et un courson de un à trois yeux. Le tirage des sarments suit la taille. Ils sont enlevés et peuvent être brûlés ou mis au milieu du rang pour être broyés. Se déroulent ensuite les réparations. Puis vient le pliage des baguettes. Une plantation destinée à remplacer les ceps morts est ensuite, éventuellement, réalisée. L'ébourgeonnage peut se pratiquer dès que la vigne a commencé à pousser. Cette méthode permet en partie de réguler les rendements. Le relevage est pratiqué lorsque la vigne commence à avoir bien poussé. Pour finir, arrivent les vendanges.

#### Travail mécanique
L'enjambeur est d'une aide précieuse pour le broyage des sarments, les trous faits à la tarière, le labourage (ou griffage), le désherbage, les traitements des vignes, le rognage et les vendanges (avec une machine à vendanger).

### La récolte
Les vendanges ont lieu de mi-septembre jusqu’à la fin du même mois, bien que récemment des viticulteurs aient expérimenté des récoltes tardives (de plusieurs jours à deux semaines plus tard). La méthode traditionnelle est de vendanger tôt dans le but de maintenir l’acidité qui est l'une des caractéristiques clés du Muscadet. La récolte est manuelle ou mécanique et peut être triée.
Le rendement de l'appellation est de 65 hectolitres par hectare pour le muscadet sans déclinaison particulière. Le rendement des AOC muscadet sur lie, muscadet-coteaux-de-la-loire, muscadet-coteaux-de-grandlieu et muscadet-de-sèvre-et-maine est de 55 hectolitres par hectare.
Le degré potentiel minimum du raisin récolté doit être supérieur à 9 %vol. En dessous de cette valeur, le raisin n'est pas considéré assez mûr.

#### Titre alcoométrique volumique
Voici les titres alcoométriques volumiques (anciennement appelé degré du vin) minimal et maximal des quatre AOC du muscadet, que doivent respecter les exploitants de ces appellations, pour que leurs vins soit commercialisables :
| AOC                           | Blanc   | Blanc    |
| Titre alcoométrique volumique | minimal | maximal  |
| Muscadet                      | 9 % vol | 12 % vol |
| Muscadet sèvre-et-Maine       | 9 % vol | 12 % vol |
| Muscadet-coteaux-de-la-loire  | 9 % vol | 12 % vol |
| Muscadet-côtes-de-grandlieu   | 9 % vol | 12 % vol |

### Vinification et élevage
Le cépage utilisé pour produire le Muscadet, le melon de Bourgogne, est relativement neutre. Les techniques de vinification sont devenues complexes chez les producteurs pour s’adapter aux limites organoleptiques de cette variété et lui conférer plus de saveur et de complexité.

#### Vinification
Les raisins sont transférés de la remorque dans un pressoir pour le pressurage. Une fois le moût en cuve, le débourbage est pratiqué généralement après un enzymage. Après 12 à 48 heures, le jus clair est soutiré et mis à fermenter. La fermentation alcoolique se déroule avec un suivi tout particulier pour les températures qui doivent rester à peu près stables (18 à 24 degrés). La chaptalisation est aussi pratiquée pour augmenter le titre alcoométrique volumique si nécessaire. Le degré après enrichissement ne peut dépasser 12 % vol. En revanche, il n'y a pas de limite de degré s'il n'y a pas eu d'ajout de sucre (on ne peut légiférer pour fixer des limites à la nature). La fermentation malolactique est réalisée en fûts ou en cuves.

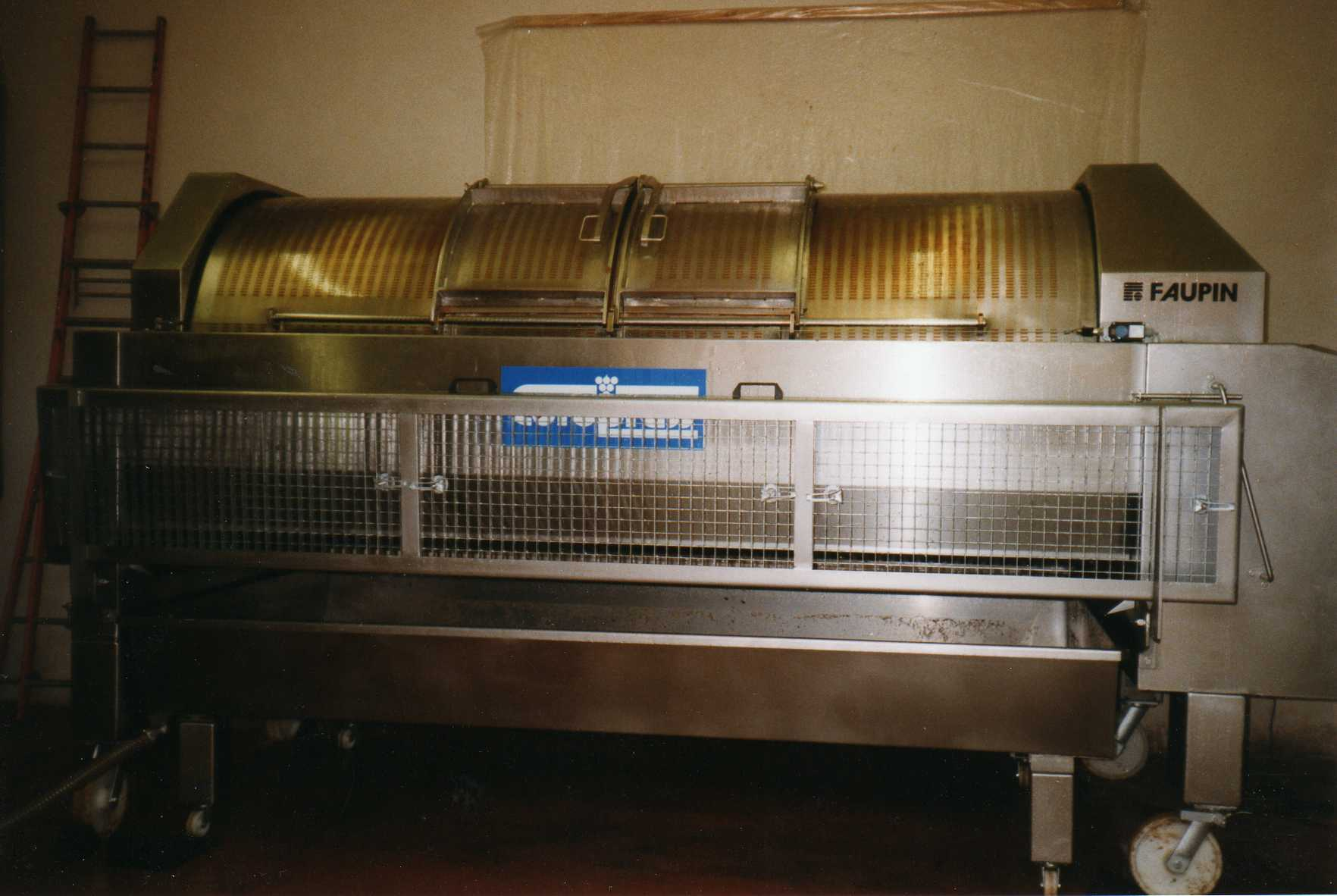
Pressoir pneumatique servant au pressurage.
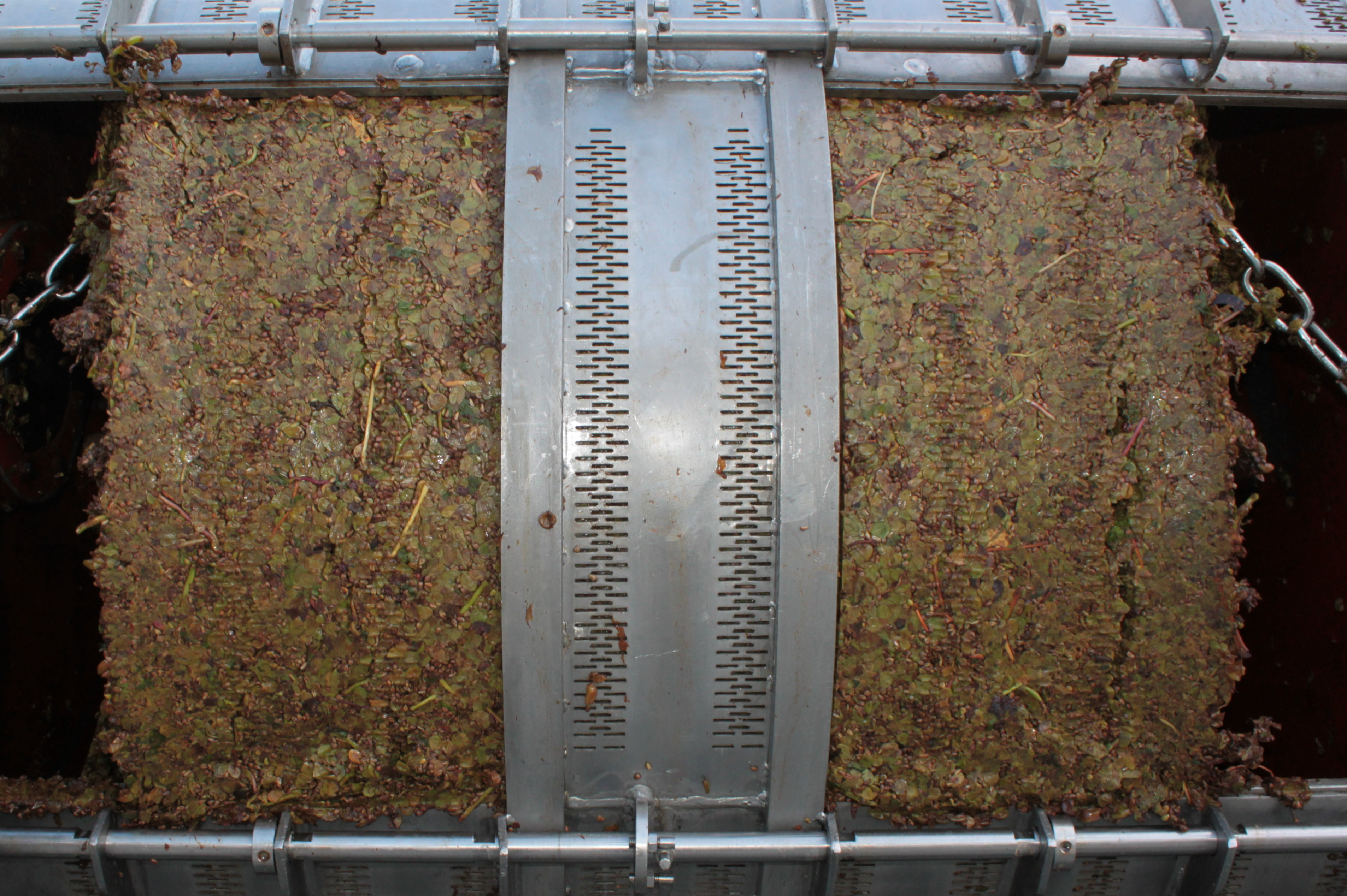
La râpe, non décompactée : raisin compressé et vidé de son jus.
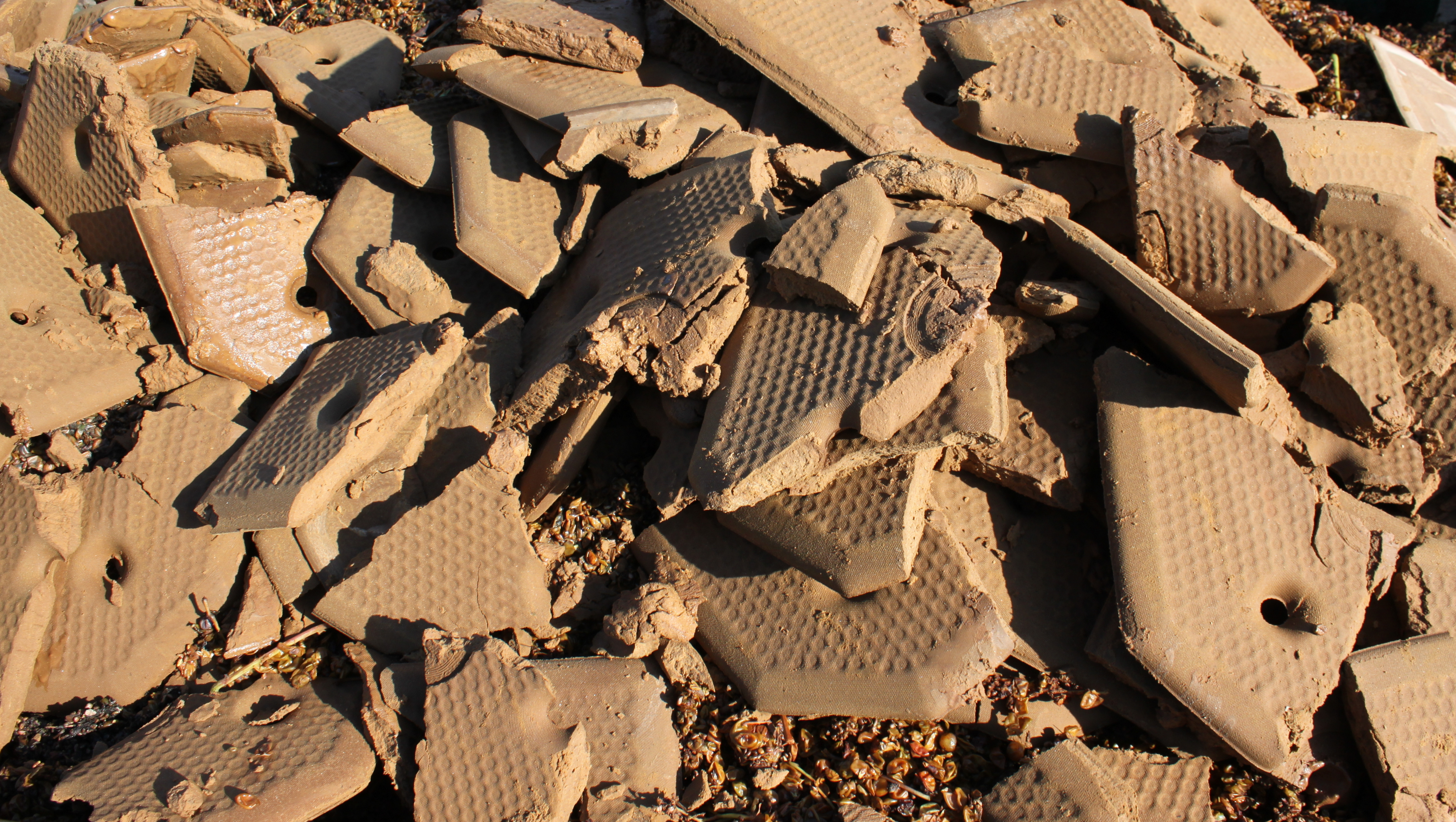
Farine fossile compressée, sortie d'un filtre horizontal, après filtrage jus/bourbes.

Cinq étapes de vinification du Muscadet
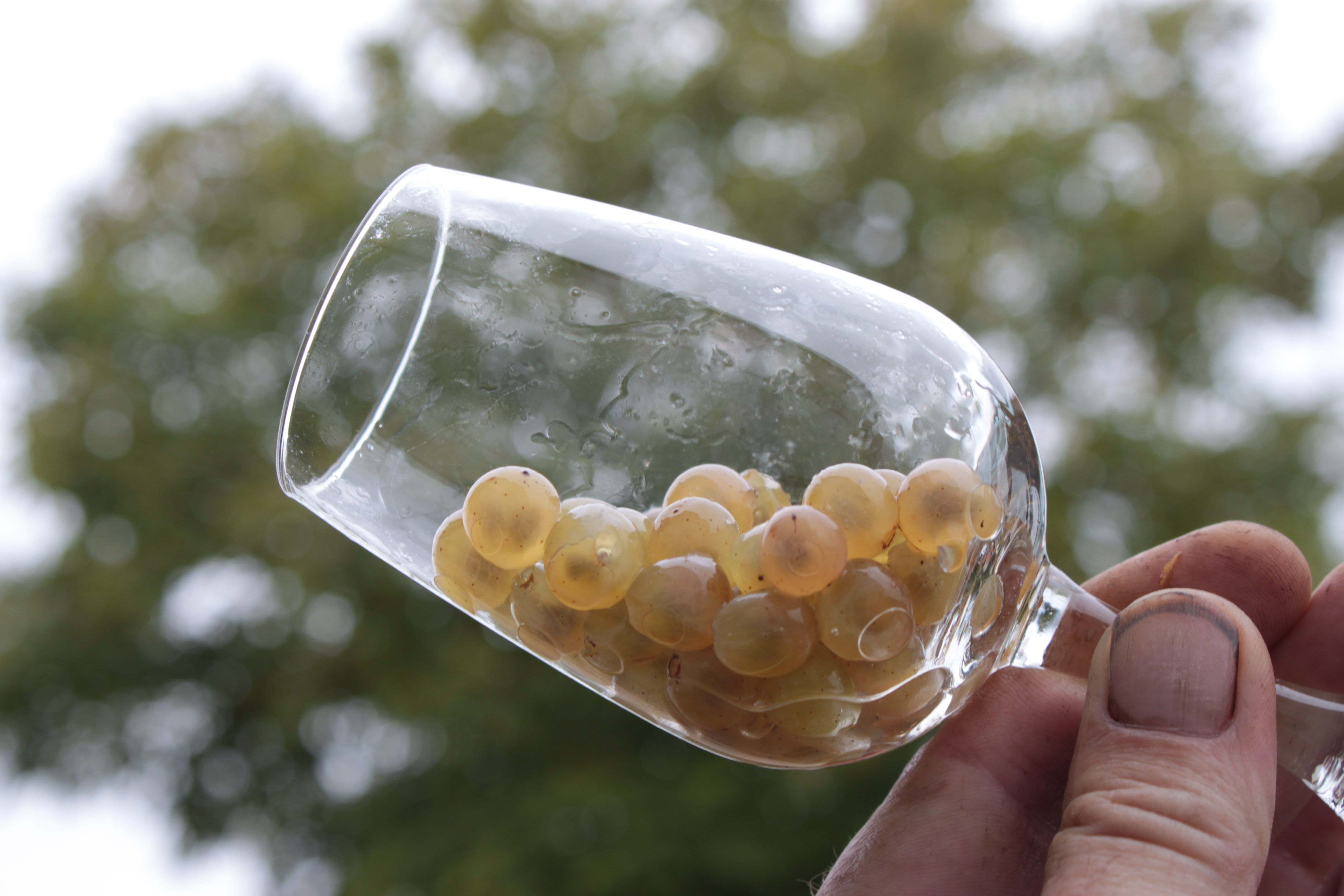
Étape 1 : grains de raisin.
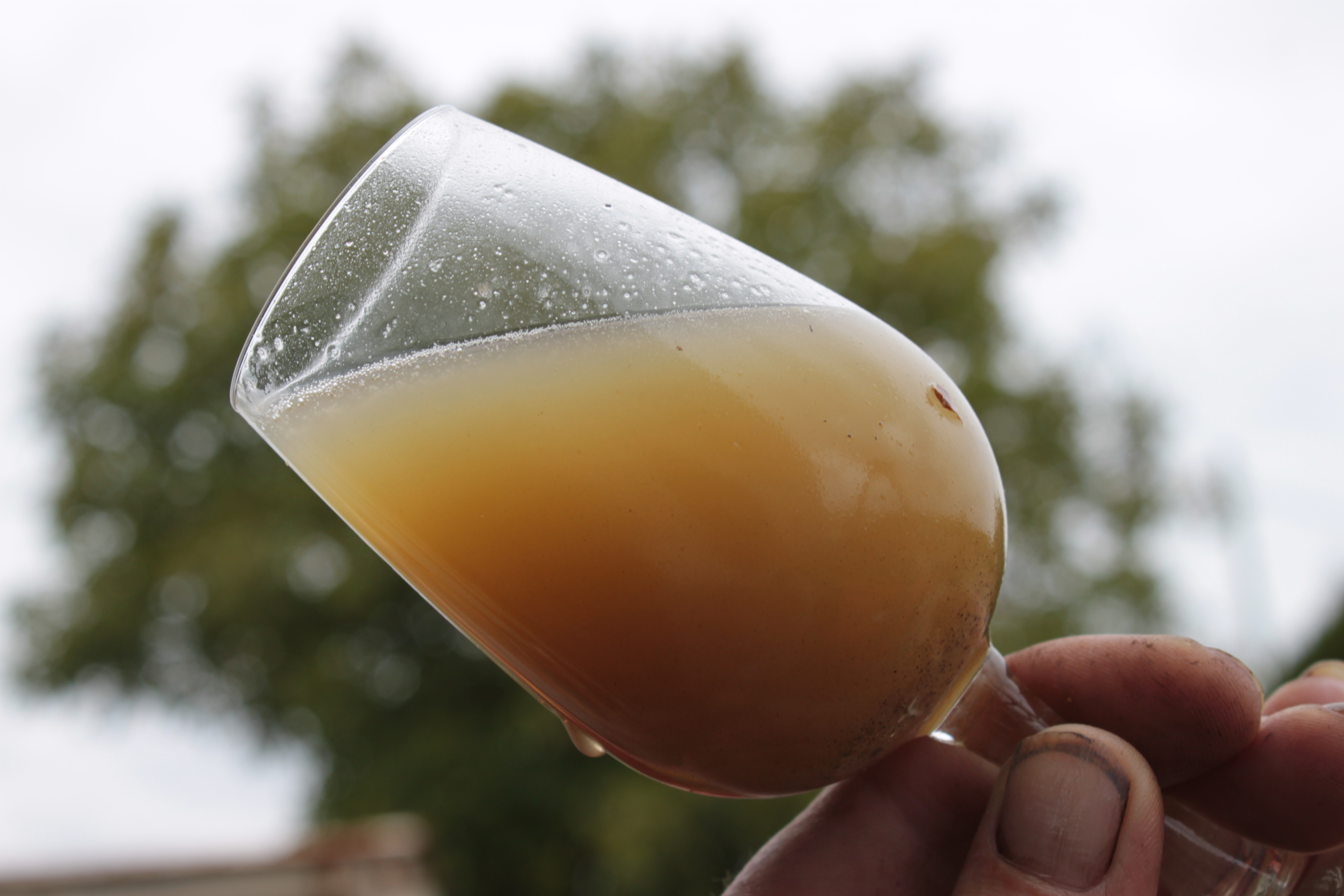
Étape 2 : jus du raisin.
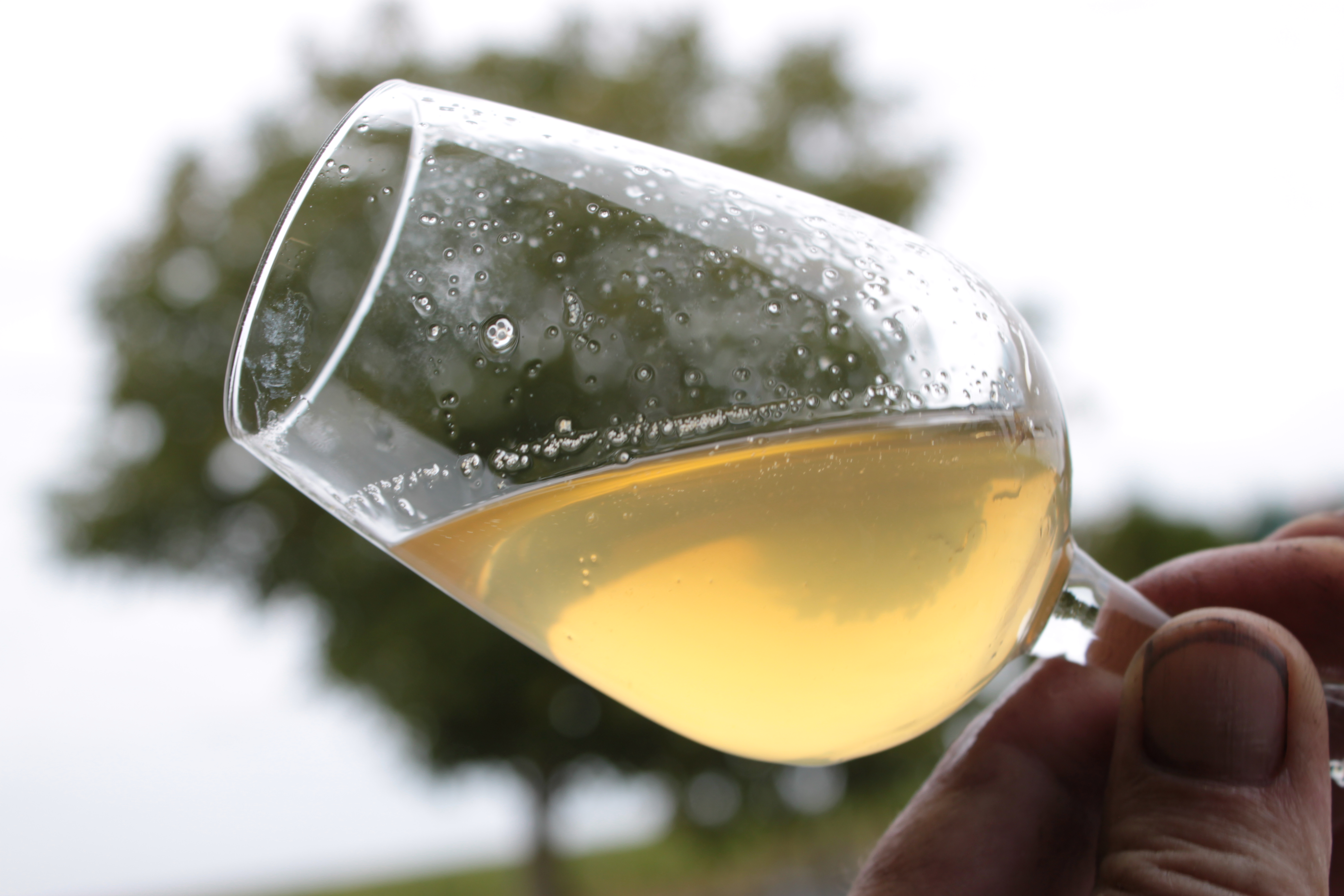
Étape 3 : jus, filtré, non débourbé.
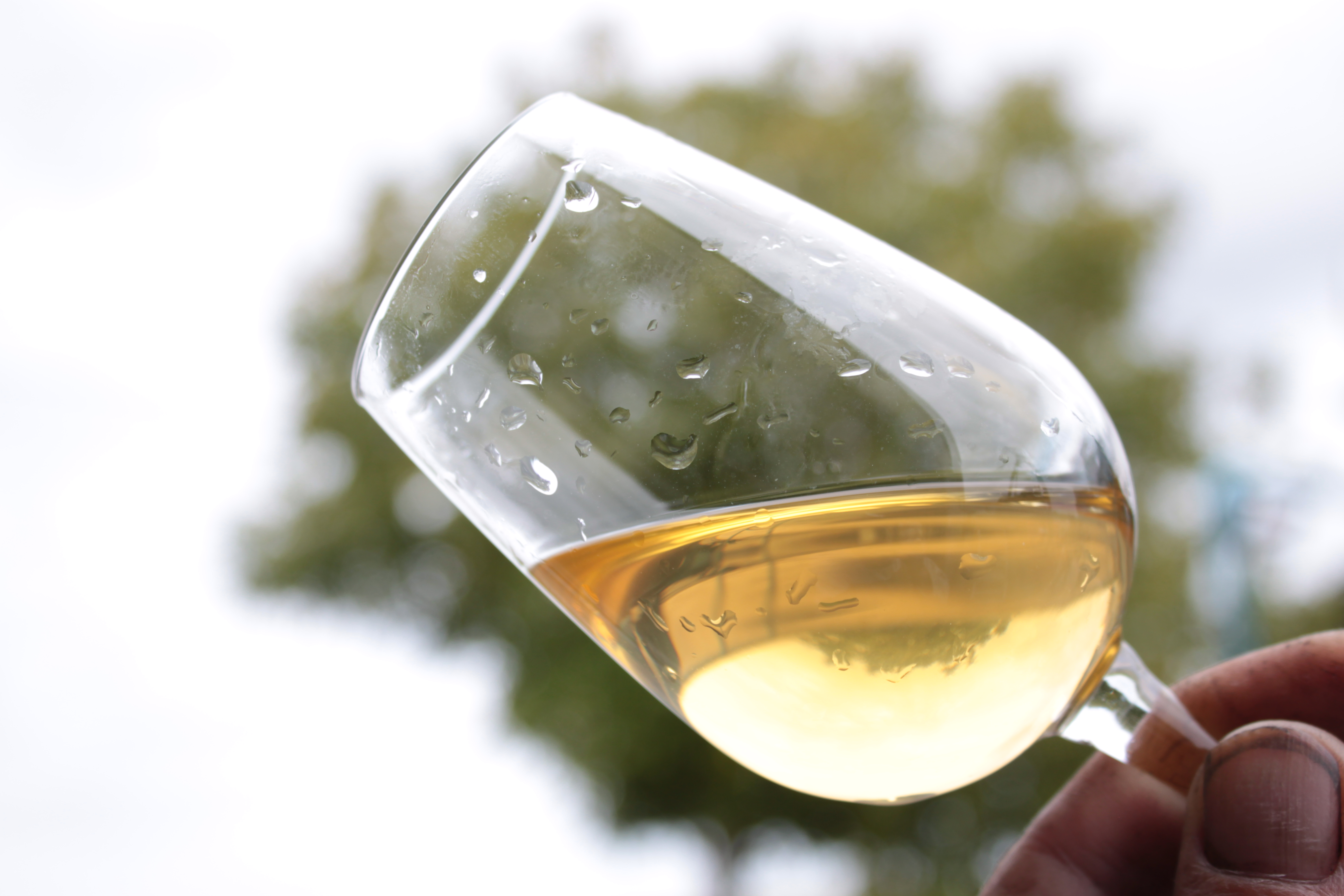
Étape 4 : jus, filtré et débourbé.
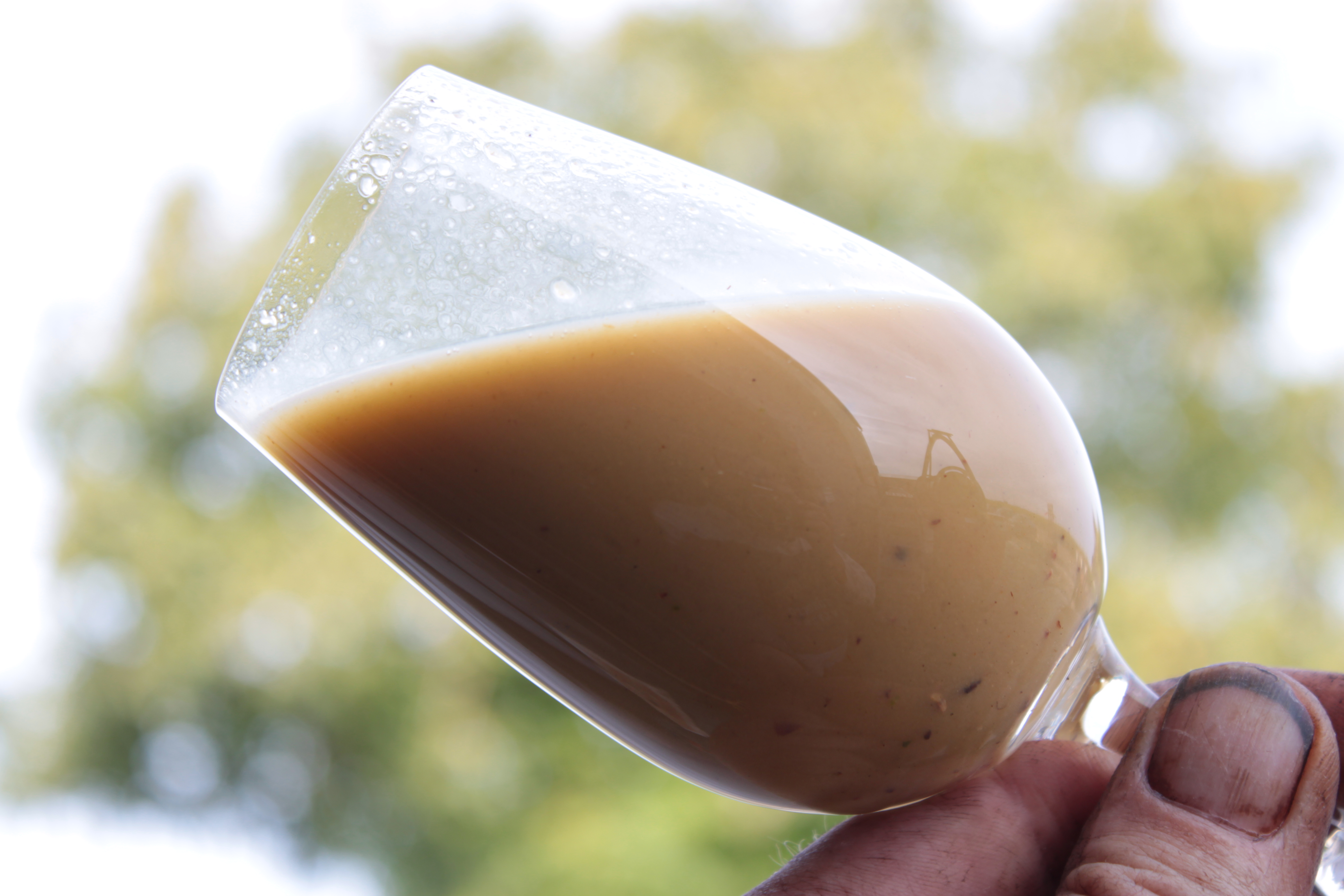
Étape 5 : bourbes, seront filtrées.

#### Élevage sur lies

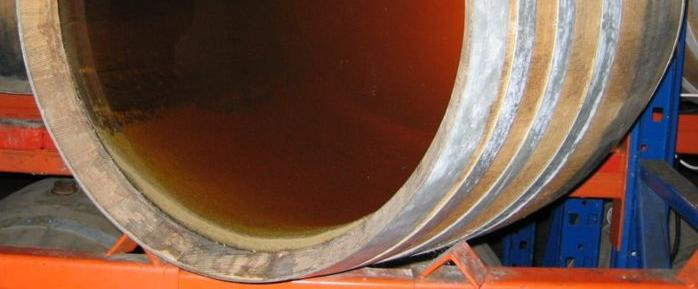
Sédiments de levures dans un tonneau.

La technique la plus connue est celle dite « sur lie » où le vin est en contact avec un dépôt de cellules mortes de levure (la lie) qui s’est formé au fond du tonneau. La découverte de ce procédé fut quasiment accidentelle au début du XXe siècle, car les vignerons du Pays nantais avaient l’habitude de garder la meilleure barrique de la récolte pour fêter les grands événements familiaux. Conservée sans soutirage, cette « barrique de noces » donnait à ce vin un caractère particulier, plus frais en bouche avec un bouquet plus complet.
La dénomination « sur lie » peut être ajoutée à l'appellation. Dans ce cas, les vins doivent avoir passé un seul hiver en fût ou en cuves et se trouver encore sur leurs lies de fermentation au moment de la mise en bouteille, qui se situe entre le 1er mars et le 30 juin ou entre le 15 octobre et le 30 novembre.
La fin du XXe siècle voit arriver une vague d’innovation et la popularisation de plusieurs techniques de vinification du muscadet. Au cours des années 1980, se développe un usage accru de la barrique de chêne pour la fermentation au détriment des cuves en acier inoxydable. Le procédé de mélange de la lie, dit « bâtonnage », devient aussi répandu.

#### Mise en bouteille
Le muscadet est généralement mis en bouteille au printemps ou à l’automne suivant les vendanges mais peut aussi être un vin primeur (à l’instar du Beaujolais nouveau) et commercialisé à partir du troisième jeudi de novembre.
Au moment de la mise en bouteille, un peu de dioxyde de carbone peut être encore présent dans le vin, lui donnant une très légère effervescence ; on parlera alors de vin perlant (ou perlé). Le degré d'alcool fixé par le décret AOC ne doit pas dépasser les 12 % après chaptalisation.
La bouteille type contenant le muscadet est dérivée de la bouteille dite « bourguignonne » avec ses épaules fuyantes et son air pansu. La bouteille « muscadet », quant à elle, est plus élégante et plus fine. L'inscription « Muscadet » est gravée au bas de la bouteille, ainsi que le terme « sur lie » sur sa partie supérieure si le vin a été vinifié sur lie.

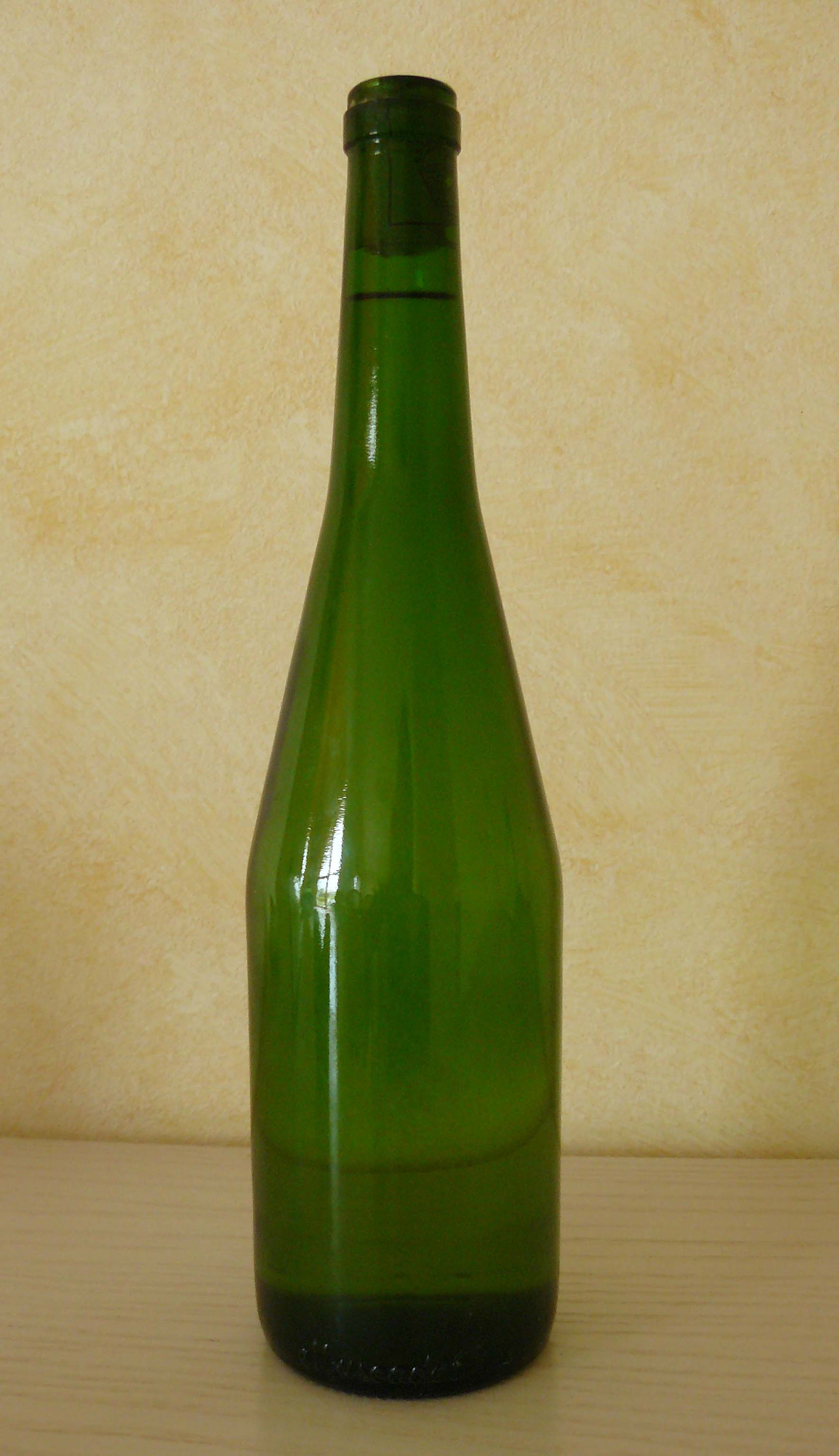
La « muscadet », bouteille type pour vin de muscadet.
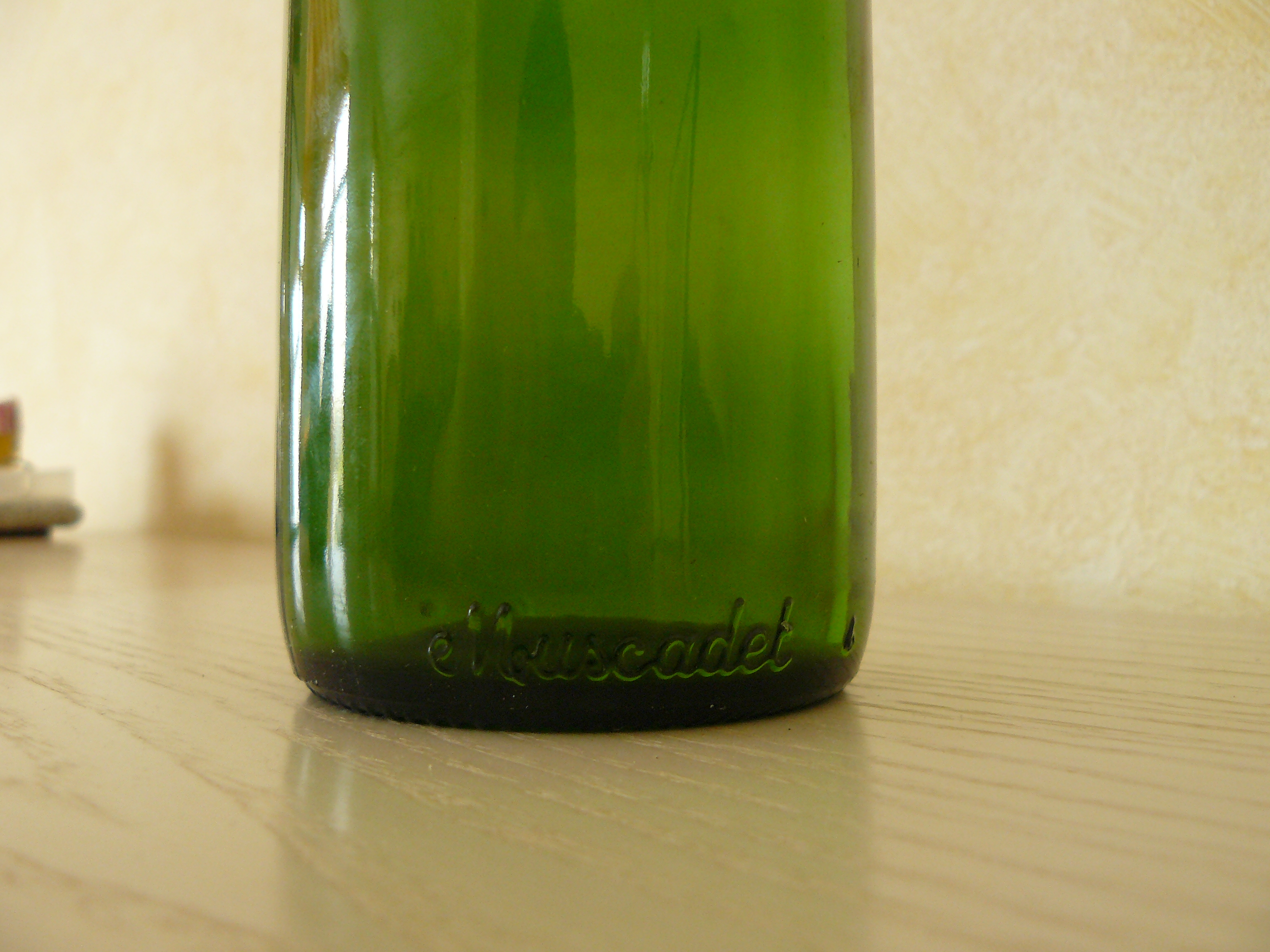
Inscription sur une bouteille de type muscadet.

### Structure des exploitations

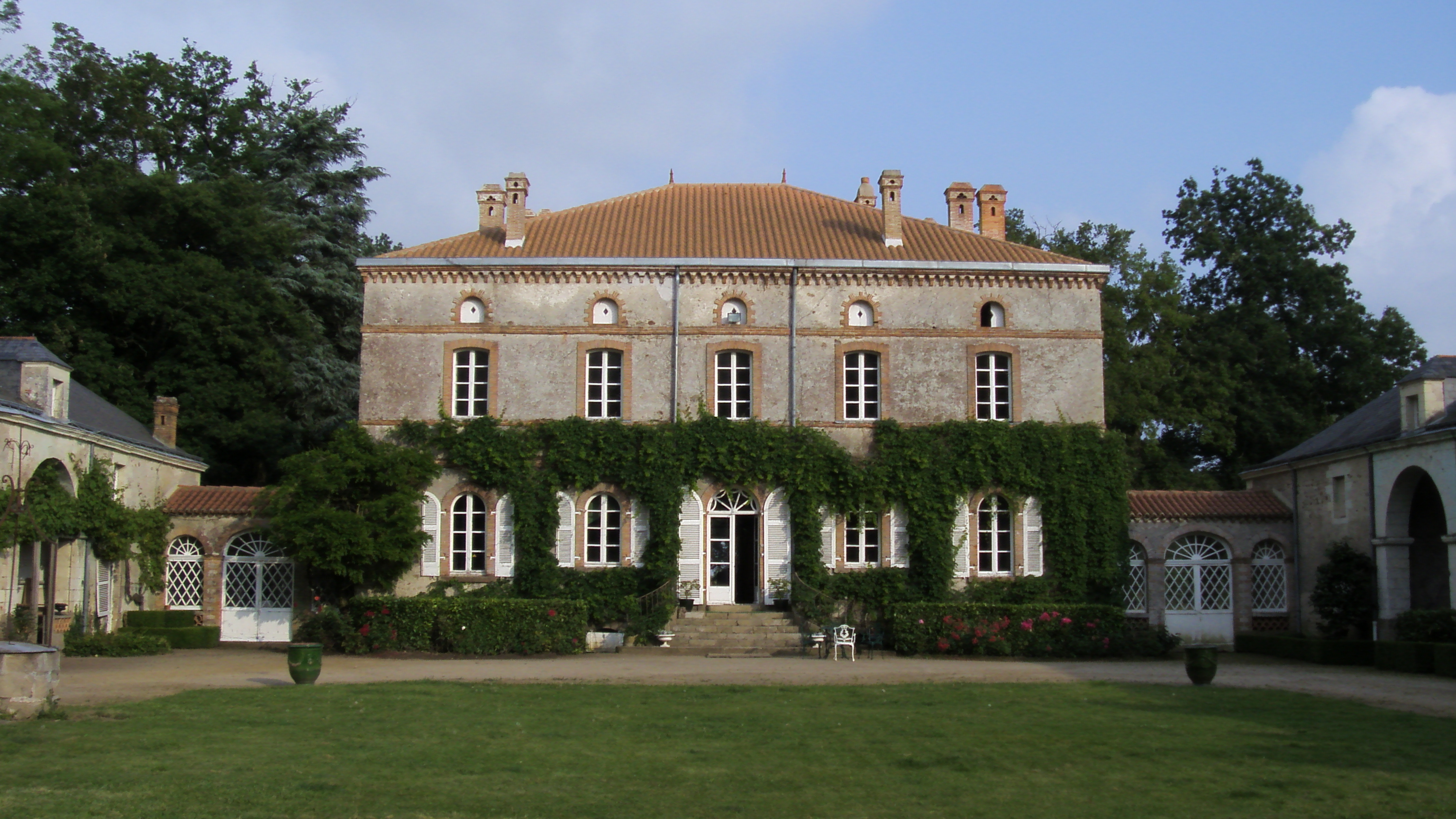
Château du domaine de l'Oiselinière, Gorges.

L'activité viticole a marqué l'architecture de l'habitat rural. Dans les hameaux, les maisons de vignerons se distinguent par leurs escaliers de pierre extérieurs protégés par un auvent. Par le passé, on trouvait des murs d'enceinte entourant les domaines viticoles. Avec le style italianisant en vogue dans la vallée de Clisson au début du XIXe siècle, plusieurs domaines viticoles du Pays nantais témoignent de cette particularité architecturale.
Au début des années 1990, la viticulture représentait 10,6 % du chiffre d'affaires de l'agriculture en Loire-Atlantique. Cela représentait 15 200 hectares de ceps en production composant le vignoble de la Loire-Atlantique, dont 10 800 de plantations sous appellation d’origine contrôlée (AOC Muscadet principalement et AOVDQS Gros Plant) qui en font le premier vignoble de vins blancs d’Europe. Les vignes poussent surtout au sud de la Loire, mais principalement dans la moitié orientale du département. La vigne était cultivée sur près de 1 000 exploitations (sur 7 549 exploitations agricoles dont 5 250 à titre professionnel de la Loire-Atlantique, et sur les 27 000 exploitations bretonnes), mais moins de 700 en ont fait désormais leur orientation principale. On estimait à près de 3 000 le nombre d’emplois dans ce secteur, dont 1 000 salariés permanents, affectés à la production ou à la commercialisation. Le chiffre d’affaires 2007 de la viticulture départementale dépassait 100 millions d’euros,.
En 2009, le nombre de viticulteurs est de :
- 810 dont 711 vinificateurs (avec 697 caves particulières, 3 caves coopératives et 11 négociants) pour l'appellation muscadet ;
- 764 dont 668 vinificateurs (avec 651 caves particulières, 4 caves coopératives et 13 négociants) pour l'appellation muscadet-sèvre-et-maine ;
- 58 dont 47 vinificateurs (avec 43 caves particulières, 2 caves coopératives et 2 négociants) pour l'appellation muscadet-coteaux-de-la-Loire ;
- 62 dont 60 vinificateurs (avec 56 caves particulières, 2 caves coopératives et 2 négociants) pour l'appellation muscadet-côtes-de-grandlieu[60].

### Terroir et vins
Les vins du Muscadet sont vinifiés en blanc sec à partir d'un cépage unique, le melon. On le retrouve aussi sous les dénominations de melon de Bourgogne, gamay de Bourgogne ou melon musqué. D’autres cépages sont cultivés dans le vignoble nantais mais n’ont pas le droit à l’appellation muscadet. Parmi eux figurent la folle blanche, le cabernet franc, le gamay, le cabernet sauvignon, le pinot noir, le chenin blanc, le pinot gris, le grolleau et la négrette. Cependant ils peuvent bénéficier d’autres appellations comme « VDQS » (coteaux-d'ancenis, fiefs-vendéens ou gros-plant-du-pays-nantais).
Le muscadet se caractérise par sa légère acidité, son côté à la fois minéral mais aussi floral, et surtout par son perlant (légère effervescence qui se ressent sur le bout de la langue) qui en fait un vin très rafraîchissant.

### Gastronomie, température de service et durée de garde

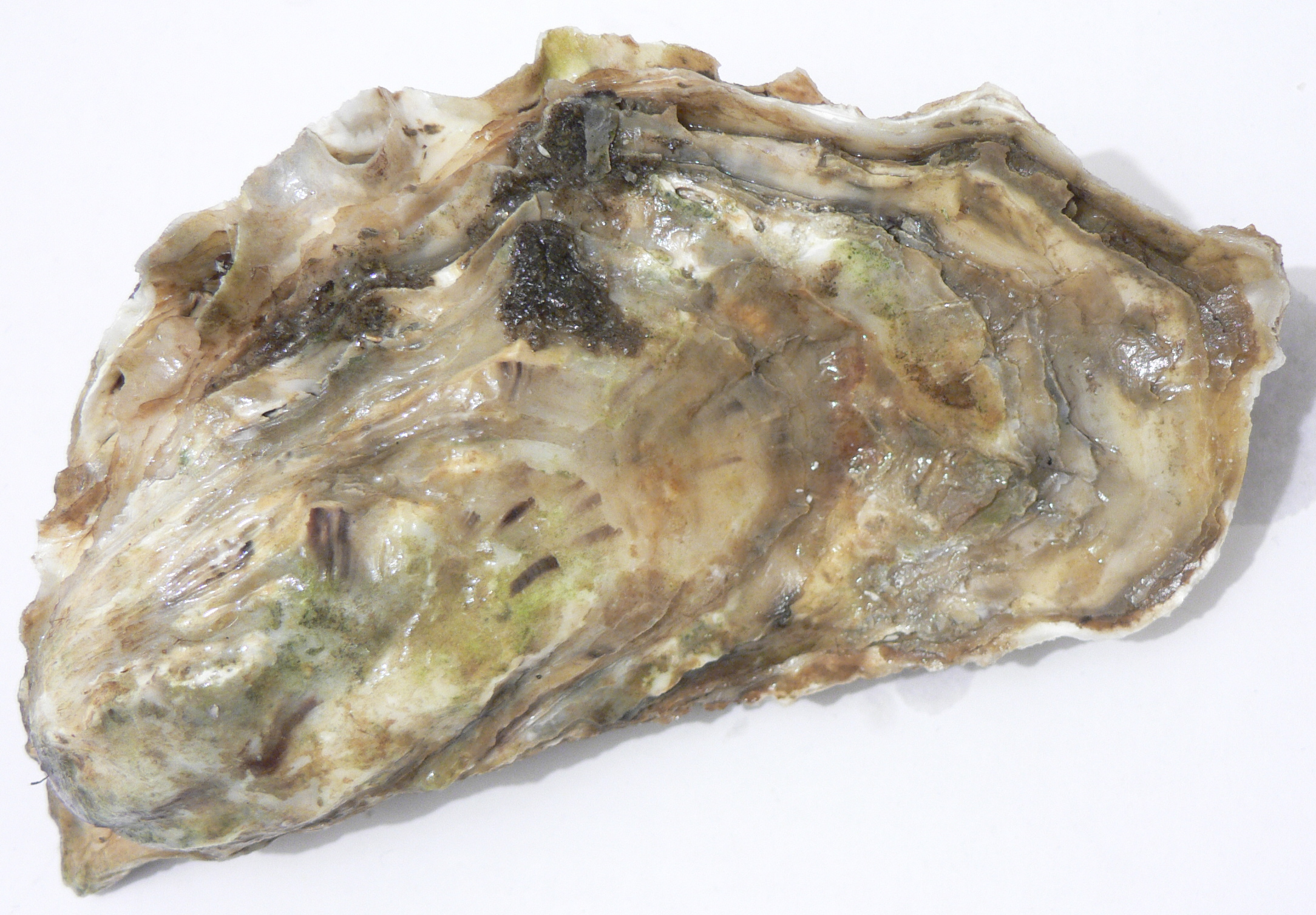
Le muscadet s'accorde parfaitement avec l'huître.

Le muscadet est généralement reconnu pour particulièrement bien accompagner les fruits de mer. Il est d'ailleurs très connu pour s'accorder avec les huîtres, les poissons en sauce, les sardines, le maquereau au vin blanc, la plupart des fromages (principalement les chèvres de la région de la Loire), mais aussi les charcuteries (en particulier lorsqu'il s'agit de millésimes plus anciens : 2003, 2005 qui furent de très bonnes années). La température de service se situe entre 9 et 11 °C. Le Muscadet se déguste généralement dans les trois ans qui suivent la récolte, mais les meilleurs vins des meilleurs millésimes peuvent se conserver plus d'une décennie.

### Millésimes du muscadet
Les millésimes sont liés à des années de soleil et à leur très bonne maturité. Voici les bonnes et grandes années du muscadet (en gras les grandes années) :
2009, 2008, 2006, 2005, 2004, 2003, 2002, 2001, 2000, 1997, 1996, 1990, 1989,,, 1985, 1984, 1982,,, 1979, 1976, 1975, 1971, 1969,,,, 1964,,, 1959, 1957, 1955, 1952, 1949, 1947, 1945,, 1943, 1933, 1921.

### Commercialisation et promotion

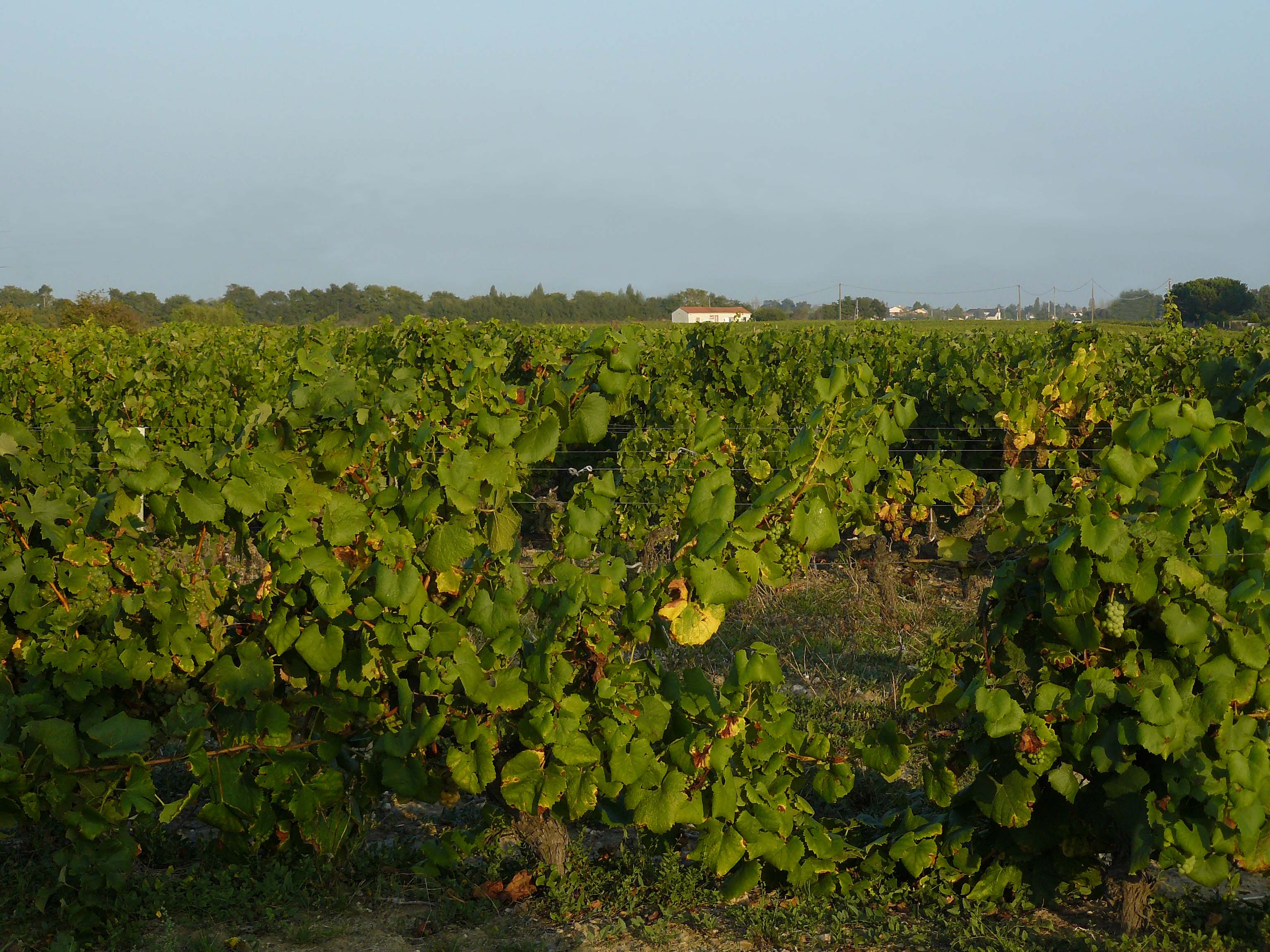
Muscadet-côtes-de-grandlieu (AOC) « Coteaux d'Herbauge » à Pont-Saint-Martin.

Le Muscadet, et plus généralement le vignoble nantais, sont membres de l'organisme interprofessionnel « Interloire » qui regroupe l'ensemble des professionnels de la viticulture ligérienne. Interloire représente 46 appellations situées de Nantes à Blois. Lors des différents salons du vin se déroulant en France et à l'étranger, le Muscadet est partie prenante de l'organisme Interloire au côté des vins d'Anjou, Saumur et Touraine.
Au tournant du XXIe siècle, il y avait environ 2 500 vignes dans la région du Muscadet, détenues principalement en petits terrains par des vignerons indépendants qui soit commercialisent leur propre vin, soit vendent leur production à un négociant en vin de la région. Les négociants font la vinification et la mise en bouteille sous leur propre étiquette.
Pour faire la promotion des vins de Loire, dont le Muscadet, la « Maison des vins de Loire » de Nantes gérée par Interloire propose de la dégustation-vente et des cours œnologiques. La « Maison du Muscadet » à Vallet propose aussi la promotion et la vente de Muscadet de producteurs indépendants valletais. Le « Musée du Vignoble nantais » situé au Pallet décrit, à l'aide d'objets, l'histoire et l'évolution du vignoble nantais.

## L'identité des vins du vignoble nantais

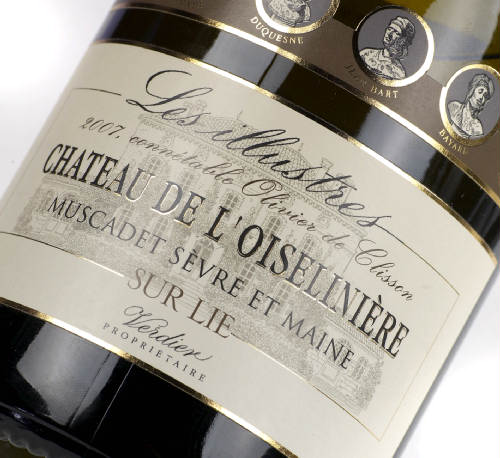
Muscadet-Sèvre-et-Maine du domaine de l’Oiselinière.

L'identité bretonne des vins de Nantes existe à travers un certain nombre de faits actuels et usuels, notamment : 
- l'action de la confrérie bachique de l'ordre des chevaliers Bretvins dont l'objet est statutairement de célébrer « les produits nantais et la culture de Haute-Bretagne » (Pays nantais...)[N 9] ;
- la référence à la Bretagne sur certaines étiquettes de vins : carte de Bretagne à 5 départements, carte de la province de Bretagne, hermine sur l'étiquette principale, blason nantais herminé en collerette, etc.[N 10],[N 11] ;
- la campagne sur le thème « le muscadet, le plus breton des vins » du Comité Interprofessionnel des Vins de Nantes qui rappelle dans ses plaquettes que le château des ducs de Bretagne se situe à Nantes[84].
- l'existence d'un vin de pays des Marches de Bretagne, jusqu'à il y a quelques années[Lesquelles ?], s'étendant sur des communes du sud Loire ;
- la référence au carrefour des 3 provinces Poitou, Bretagne et Anjou sur les emballages de certains vins de Clisson.

Mais un contexte institutionnel complexe, où la région culturelle et historique « Bretagne » se voit opposée à des régions administratives différentes non correspondantes et une communication « val de Loire », rend l'appartenance géographique des vins du Pays nantais trouble,. Malgré cela, des négociants et une coopérative viticole nantaise ont adhéré à la marque collective « Produit en Bretagne », plusieurs muscadets, gros-plants sont vendus comme des vins bretons, en portant le logo de la marque, et sont valorisés dans les opérations de communication commerciale consacrées aux « produits bretons » de la grande distribution.
En outre, plusieurs groupes professionnels, associatifs, syndicaux viticoles et œnologiques nantais s'évertuent à valoriser l'identité bretonne de leur vins, par attachement culturel, par fidélité à l'identité du terroir et à la gastronomie bretonne, ou/et par intérêt commercial envers le reste de la Bretagne, la diaspora bretonne, les pays celtiques et pour bénéficier de l'image internationalement reconnue de la Bretagne.

## Dans la culture populaire
Dans la bande dessinée Le Chat de Philippe Geluck, on voit régulièrement le Chat accoudé au comptoir d'un bar et demander au barman : « Roger ! Un muscadet ! ».